# Fernando Alonso
Fernando Alonso Díaz  ( odsłuchaj) (ur. 29 lipca 1981 w Oviedo) – hiszpański kierowca wyścigowy, startujący w mistrzostwach świata Formuły 1. Od sezonu 2023 kierowca zespołu Aston Martin, dwukrotny mistrz świata (2005, 2006) i trzykrotny wicemistrz świata Formuły 1 (2010, 2012, 2013) oraz drugi wicemistrz w sezonie (2007). Dwukrotny zwycięzca 24-godzinnego wyścigu Le Mans (2018, 2019).

## Życiorys

### Karting
Jako dziecko, Alonso brał udział w zawodach kartingowych w Hiszpanii, popierany przez ojca, zagorzałego fana wyścigów, który również był jego mechanikiem. Jego rodzina nie miała środków finansowych do rozwoju kariery Alonso w sportach motorowych, ale jego zwycięstwa przyciągnęły sponsorów i wymagane fundusze. Alonso zdobył cztery mistrzostwa Hiszpanii, back-to-back w kategorii juniorów, w latach 1993 i 1996 zdobył mistrzostwa oraz Puchar Świata Juniorów w 1996 roku. Zdobył hiszpański i włoski tytuł mistrza w 1997 roku i w 1998 roku.

### Początki kariery

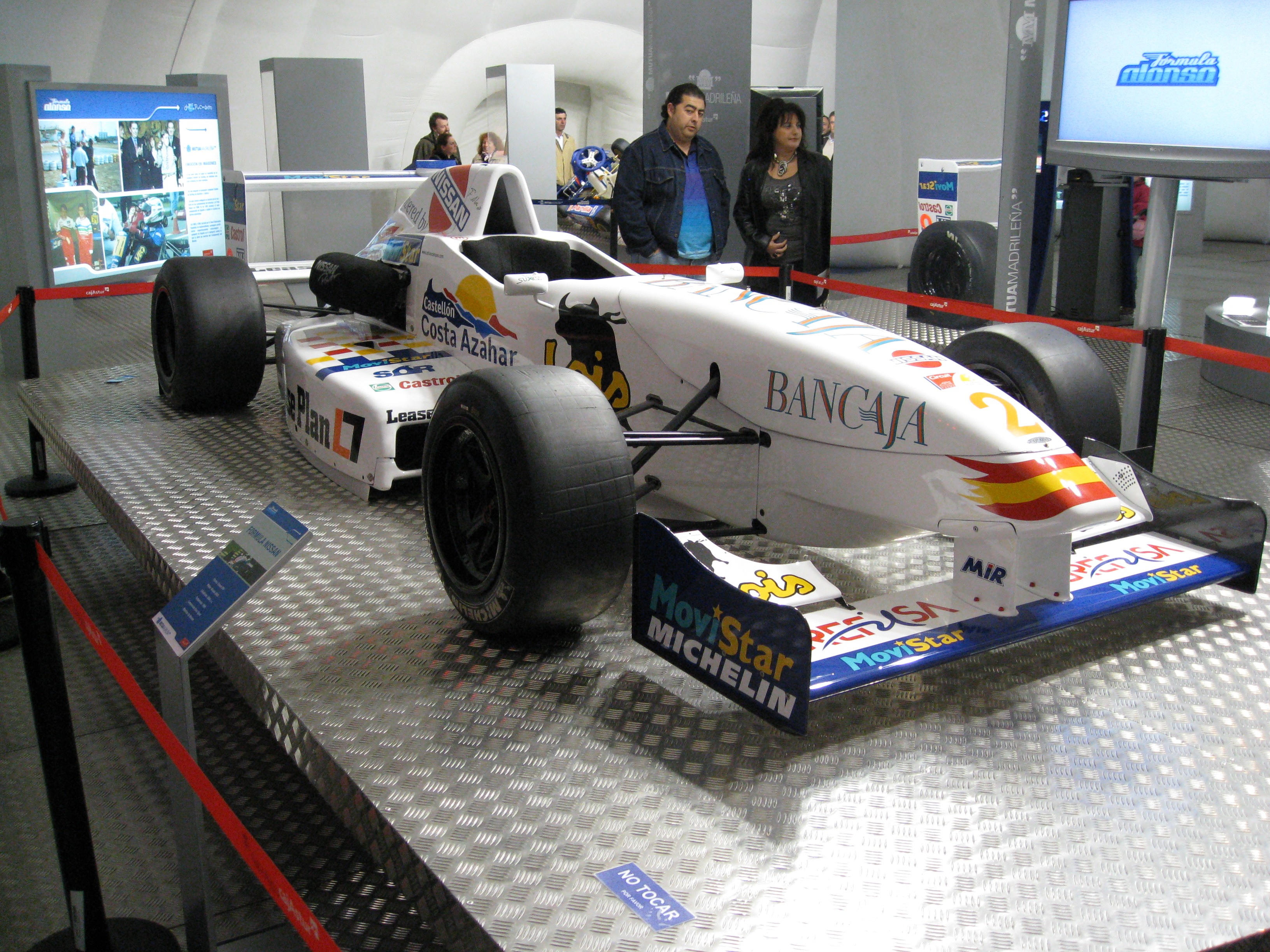
Bolid Alonso z czasów startów w World Series by Nissan

W październiku 1998 roku, Alonso został zaproszony na trzydniowe testy z zespołem Adriana Camposa w World Series by Nissan. Lepsze czasy od Marca Gené oznaczały, iż Alonso podpisze kontrakt na starty w zespole Camposa. Tak też się stało. Alonso w swoim pierwszym sezonie startów w World Series by Nissan zdobył mistrzowski tytuł, co otwarło mu drogę do Formuły 3000, która była ostatnim krokiem do startów w F1.
Hiszpan w Formule 3000 dołączył do zespołu Astromega i był najmłodszym kierowcą startującym w tej serii. Sezon zakończył na czwartym miejscu w klasyfikacji generalnej za Bruno Junqueirą, Nicolasem Minassianem oraz Markiem Webberem.

### Formuła 1

#### 2001: Minardi

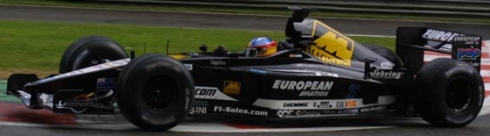
Fernando Alonso w bolidzie Minardi PS01 (2001)

Alonso zadebiutował w Formule 1 z zespołem Minardi w 2001 roku. Alonso w ciągu sezonu nie zdobył ani jednego punktu za sprawą słabego bolidu Minardi PS01, jednakże w kwalifikacjach zdarzał się być szybszy od innych kierowców z mocniejszym sprzętem. Podczas kwalifikacji do Grand Prix Australii okazał się być szybszym o 2,6 sekundy od swojego partnera zespołowego Tarso Marquesa. Ten sam wyczyn udało mu się powtórzyć podczas kwalifikacji do Grand Prix San Marino. Po sezonie Alonso wpadł w oko szefom mocniejszych zespołów jak Sauber, który szukał zastępcy Kimiego Raikkonena, czy Jaguar Racing. Miesiąc później zostało potwierdzone, że Felipe Massa podpisał kontrakt z Sauberem. We wrześniu 2001 roku jego menedżer Flavio Briatore miał w planach zatrudnić Hiszpana do Benettona. Wszystko pokrzyżowało bankructwo zespołu, który został kupiony przez Renault. Ostatecznie Alonso musiał się zadowolić funkcją kierowcy testowego Renault przez sezon 2002.

### 2002–2006: Renault

#### 2002 i 2003
Alonso jako tester Renault przejechał bolidem 1642 okrążenia podczas testów. W sezonie 2003 Fernanda zatrudniono jako kierowcę etatowego Renault, jego partnerem został Jarno Trulli. W Grand Prix Malezji Fernando Alonso zdobył pierwsze w karierze Pole Position, wyścig zakończył na trzecim miejscu, tak jak następny w Brazylii. W swoim domowym wyścigu w Hiszpanii zdobył drugie miejsce. Podczas trzynastej rundy sezonu, Grand Prix Węgier, Alonso odniósł pierwsze w karierze zwycięstwo, a także pierwsze dla odrodzonego Renault. Sezon zakończył na szóstym miejscu z dorobkiem 55 punktów i czterema miejscami na podium.

#### 2004

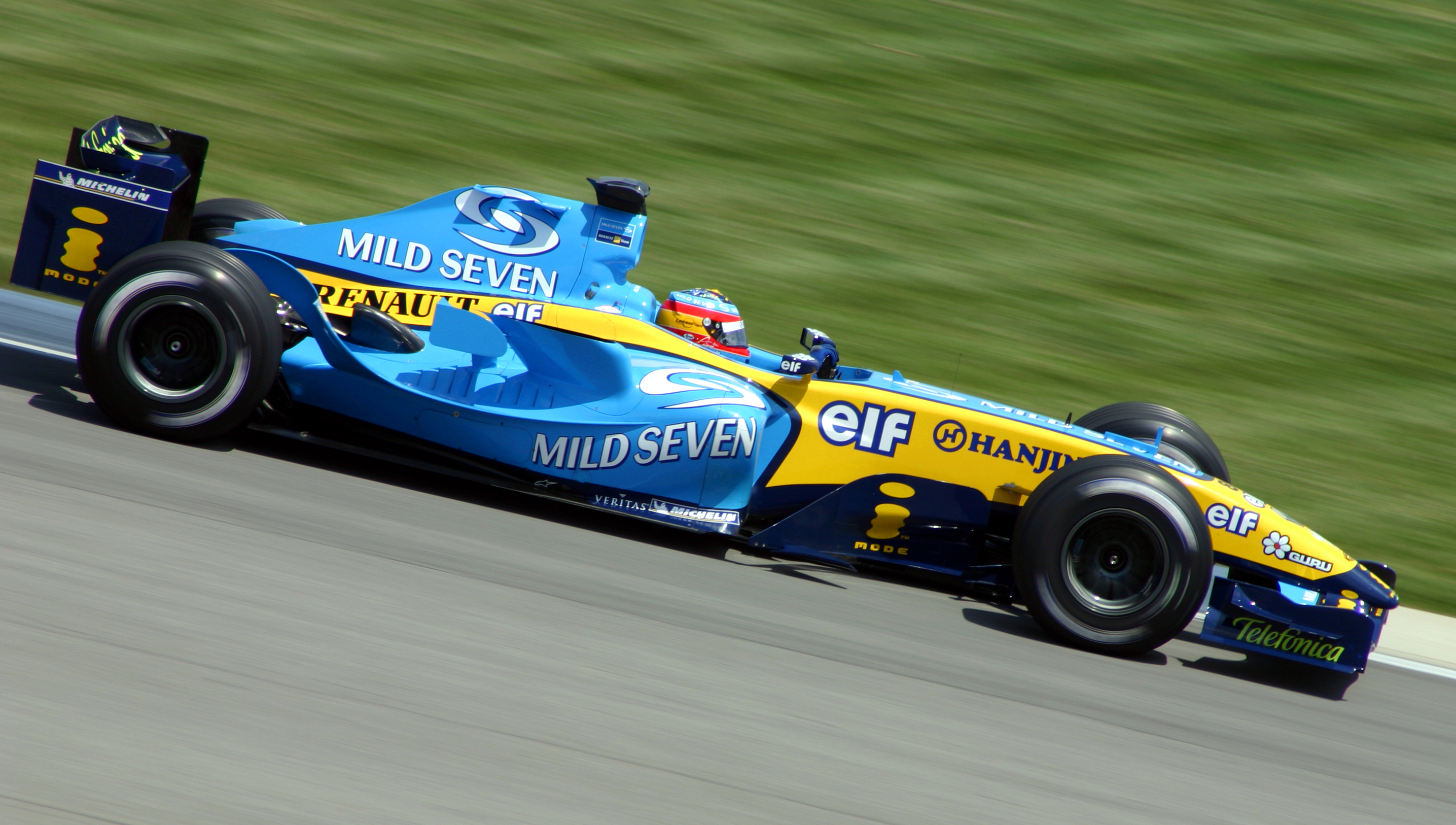
Fernando Alonso podczas Grand Prix Stanów Zjednoczonych (2004)

Przed sezonem 2004, Renault przedłużyło kontrakt z Hiszpanem do sezonu 2006. Podczas Grand Prix Australii, Niemiec oraz Węgier, Alonso zajął trzecie miejsca. W kwalifikacjach do Grand Prix Francji zdobył drugie w swej karierze Pole Position, wyścig zakończył na drugim miejscu. Podczas Grand Prix Stanów Zjednoczonych na zakręcie nr 13, doszło do wypadku z udziałem Alonso przez przebicie przedniej opony. Flavio Briatore, szef Hiszpana oświadczył w jednym z wywiadów, iż nie zamierza przedłużać kontraktu z Trullim, który niedługo później podpisał kontrakt z Toyotą. Ostatecznie trzy rundy przed końcem sezonu nowym partnerem zespołowym Alonso został mistrz świata Formuły 1 z sezonu 1997, Jacques Villeneuve. Alonso zakończył sezon z dorobkiem 59 punktów na czwartym miejscu.

#### 2005

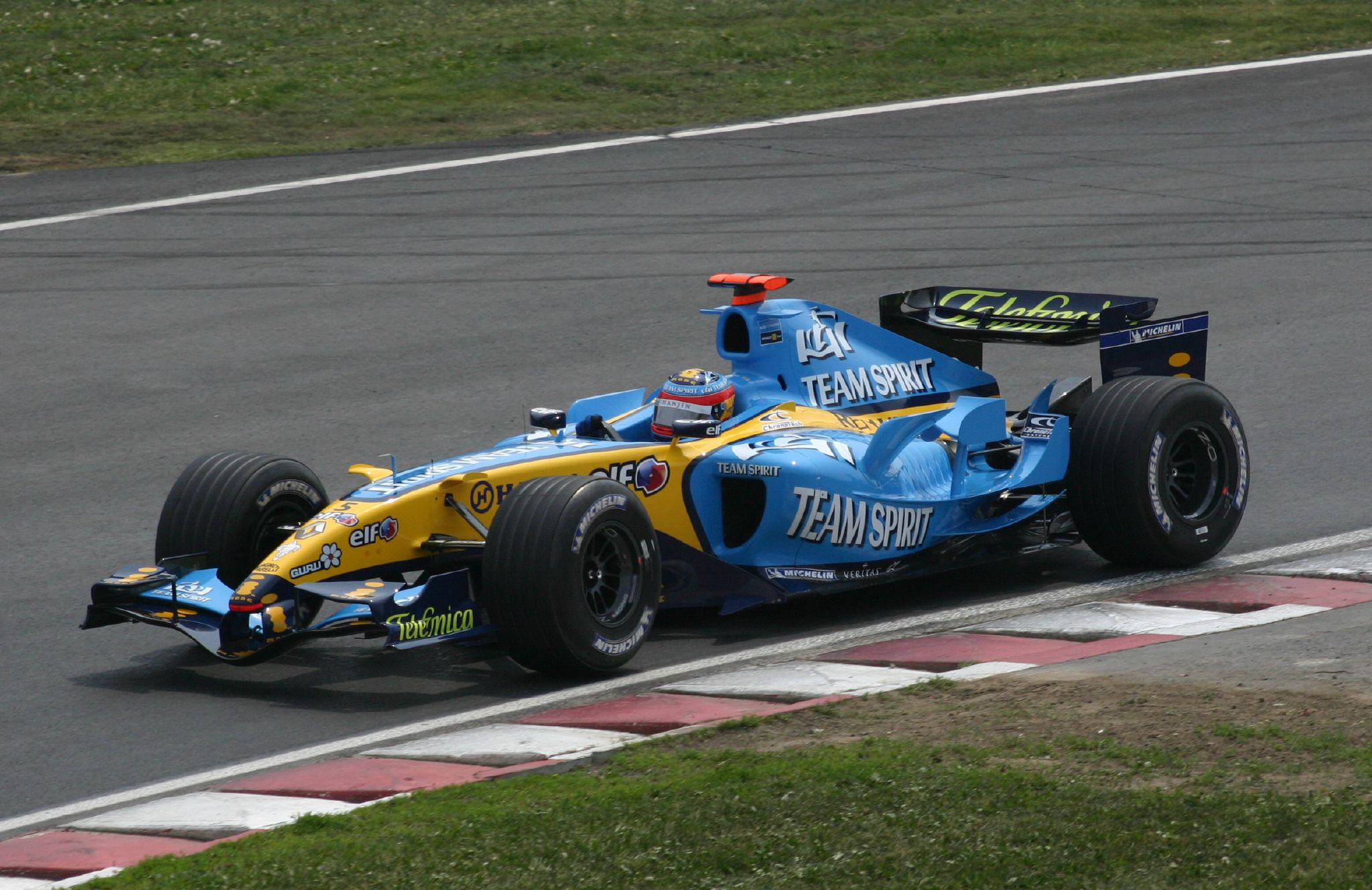
Fernando Alonso podczas Grand Prix Kanady (2005)

W sezonie 2005 partnerem zespołowym Hiszpana został Włoch, Giancarlo Fisichella. W rozpoczynającym sezon Grand Prix Australii, Alonso stanął na najniższym stopniu podium. W następnych trzech wyścigach, czyli Malezji, Bahrajnie oraz San Marino, odniósł zwycięstwa. Nowy główny rywal zespołu, czyli McLaren odniósł zwycięstwa w Hiszpanii oraz Monako za sprawą ich kierowcy Kimiego Räikkönena. Podczas Grand Prix Europy, Raikkonen był bliski zwycięstwa, lecz nagła awaria zawieszenia zatrzymała go, oddając zwycięstwo w ręce Fernando Alonso. Następne w kalendarzu było Grand Prix Kanady, którego nie udało się Alonso ukończyć z powodu poślizgu i uderzenia w bandę. W Grand Prix USA nie wystartował z powodu kontrowersji wynikającej z wybuchu opon Michelin na zakręcie nr 13 z których korzystał zespół Renault. Do wyścigu wystartowali tylko Michael Schumacher, Rubens Barrichello, Tiago Monteiro, Narain Karthikeyan, Patrick Friesacher oraz Christijan Albers. Kolejnym Grand Prix było Grand Prix we Francji, gdzie Alonso odniósł kolejne zwycięstwo. W następnym wyścigu na Silverstone w Wielkiej Brytanii, dojechał drugi za Juanem Pablo Montoyą. W Niemczech dojechał pierwszy, a do następnego wyścigu na Węgrzech zakwalifikował się szósty, lecz po kolizji z Ralfem Schumacherem dojechał jedenasty. W następnych trzech wyścigach, czyli w Turcji, Belgii i Włoszech był drugi. Główny rywal Alonso w walce o tytuł, czyli Kimi Raikkonen wygrał wyścigi na Węgrzech, w Turcji oraz Belgii. Następnym był wyścig w Brazylii, gdzie Alonso dojeżdżając trzeci za Raikkonenem już zdobył mistrzowski tytuł. Następne Grand Prix odbyły się w Japonii i w Chinach. W Japonii dojechał trzeci, a w Chinach pierwszy. Sezon zakończył na pierwszym miejscu z dorobkiem 133 punktów.
W 2005 roku został odznaczony Sportową Nagrodą Księcia Asturii za mistrzowski tytuł zdobyty w F1.
19 grudnia 2005 roku zespół McLaren ogłosił podpisanie kontraktu z Alonso na starty od sezonu 2007.

#### 2006

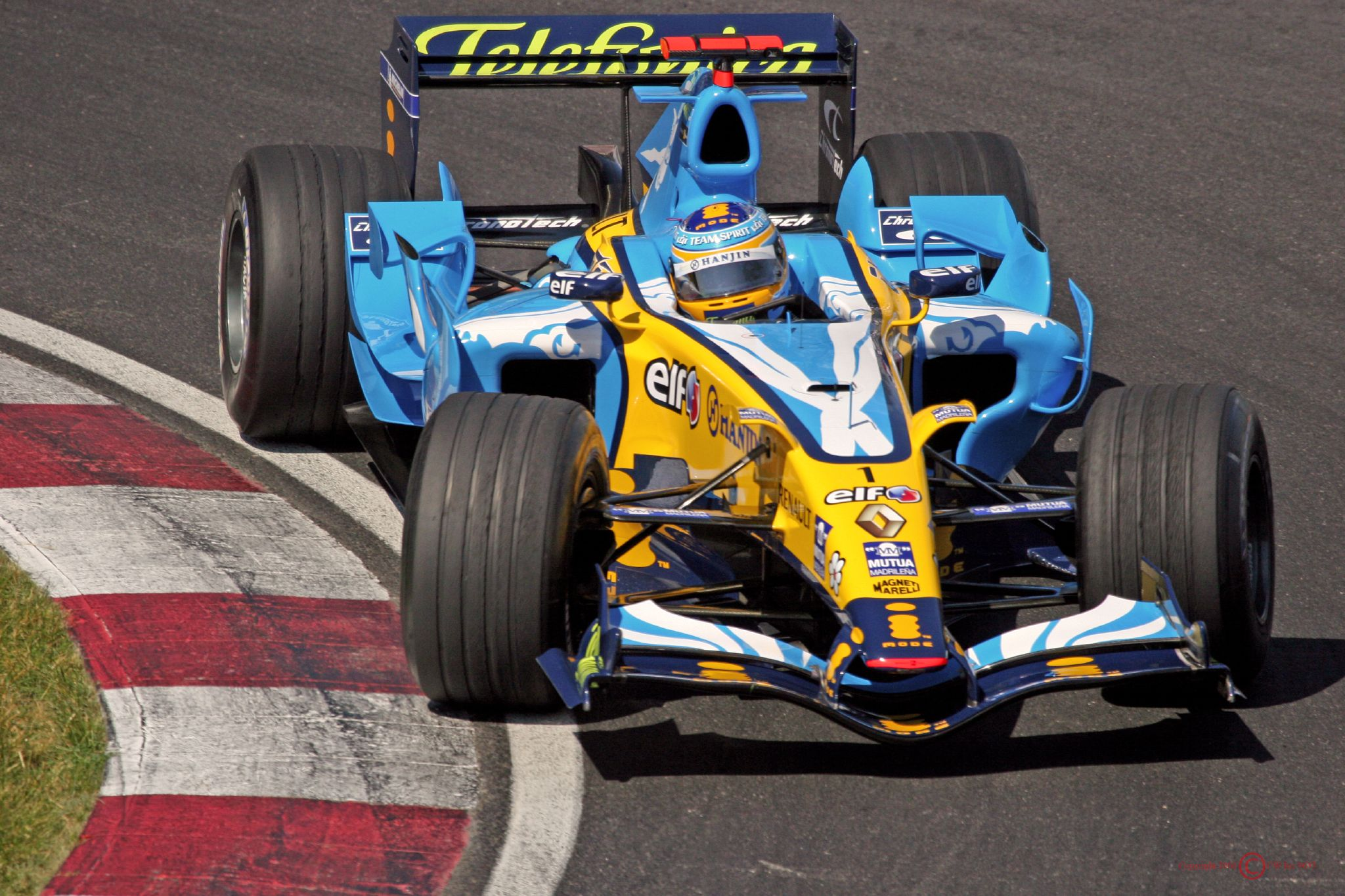
Fernando Alonso podczas Grand Prix Kanady (2006)

Na sezon 2006 partnerem Hiszpana pozostał Giancarlo Fisichella. Alonso sezon rozpoczął od zwycięstwa w Bahrajnie. Następnie zajął drugie miejsce w Malezji, a potem znów odniósł zwycięstwo w Australii. Po nieudanych kwalifikacjach Alonso, wyścig w San Marino zakończył na piątym miejscu. W następnym Grand Prix było już lepiej, na torze Nurburgring podczas Grand Prix Europy dojechał drugi. Potem rozpoczęła się dominacja Hiszpana, gdzie wygrał cztery wyścigi z rzędu w Hiszpanii, Monako (gdzie doszło do słynnej kontrowersji z udziałem Michaela Schumachera, który ustawił bolid w poprzek aby zwiększyć przewagę nad Alonso, który będzie musiał zwolnić. Niemiec ostatecznie został ukarany karą Stop & Go.), Wielkiej Brytanii oraz Kanadzie. Dominację Alonso zatrzymał Michael Schumacher, który odniósł zwycięstwo na torze w Stanach Zjednoczonych, Francji oraz w Niemczech. Na Węgrzech Schumacher został sklasyfikowany na ósmym miejscu a Alonso nie ukończył wyścigu z powodu awarii silnika. Sensacyjnym zwycięzcą został Jenson Button. Następne Grand Prix odbywało się w Turcji gdzie Alonso dojechał drugi za Felipe Massą, którego było to pierwsze zwycięstwo w karierze. Następnego wyścigu na torze Monza we Włoszech, Alonso ponownie nie ukończył za sprawą awarii silnika. Następny wyścig w Chinach ukończył na drugim miejscu za swoim największym rywalem Michaelem Schumacherem. W Japonii Alonso odniósł kolejne zwycięstwo za sprawą awarii silnika w bolidzie Schumachera. W ostatnim wyścigu sezonu w Brazylii dojechał drugi za Felipe Massą i przed Jensonem Buttonem. To drugie miejsce dało mu drugi mistrzowski tytuł w jego karierze. Udało się również zdobyć mistrzowski tytuł wśród konstruktorów z pięcioma punktami przewagi nad Ferrari.
Po pięciu sezonach spędzonych w Renault, Alonso odszedł do McLarena.

### 2007: McLaren

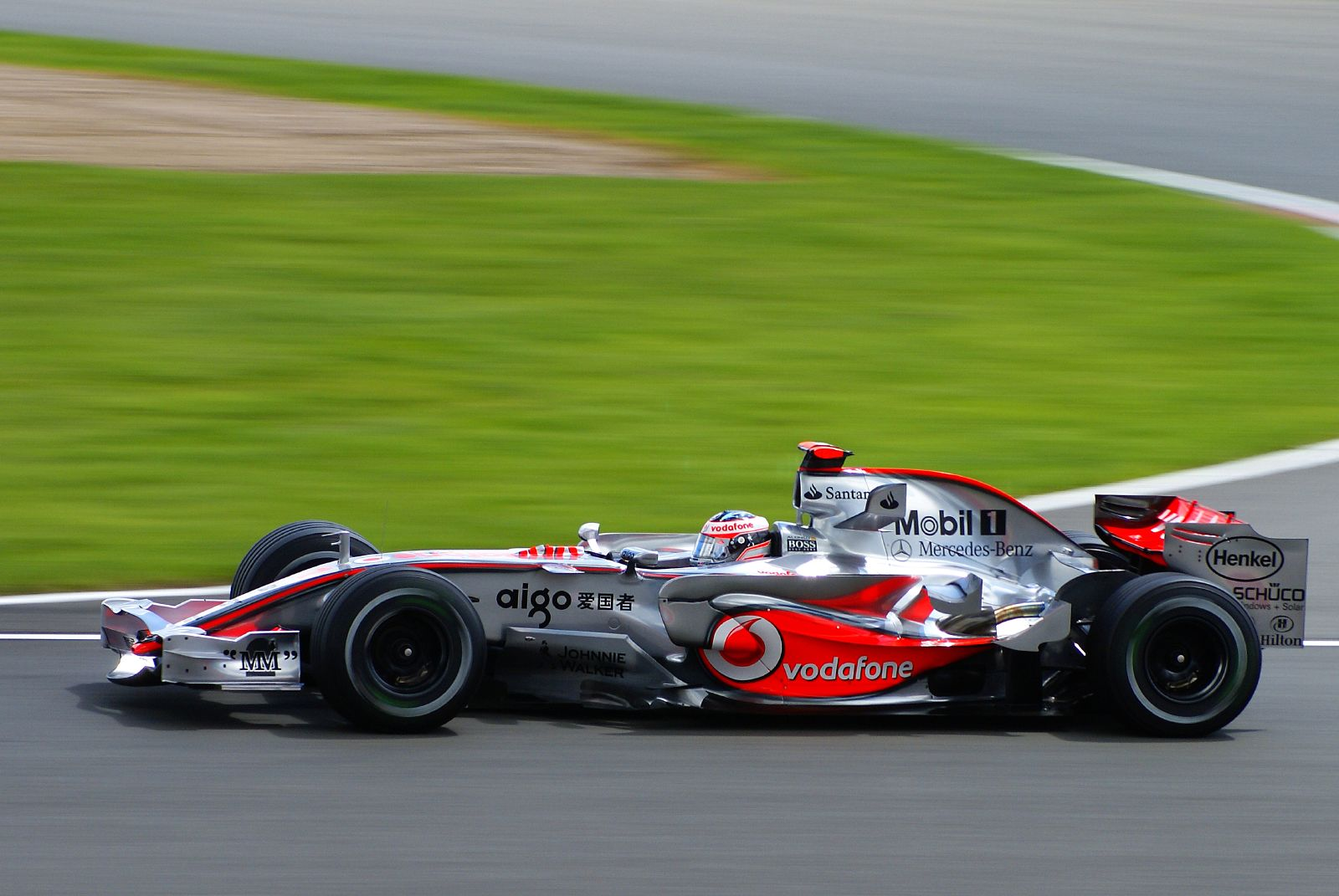
Fernando Alonso podczas Grand Prix Wielkiej Brytanii (2007)

31 grudnia 2006 roku wygasał kontrakt Hiszpana z Renault, lecz jeszcze przed jego wygaśnięciem, przejechał 95 okrążeń w białym kombinezonie i kasku w McLarenie MP4-21. Kilka dni później ogłoszono iż partnerem Alonso będzie Lewis Hamilton oraz że Alonso będzie zarabiał 40 mln dolarów.
Podczas swojego pierwszego startu w nowym zespole, czyli Grand Prix Australii, dojechał drugi za Kimim Raikkonenem który przeszedł do Ferrari, i przed swoim nowym partnerem zespołowym Lewisem Hamiltonem. W swoim drugim starcie dla McLarena, Alonso zwyciężył w wyścigu na torze Sepang w Malezji. Następny wyścig w Bahrajnie ukończył na piątym miejscu za Lewisem Hamiltonem. W swoim domowym wyścigu w Hiszpanii dojechał trzeci, a w następnym Grand Prix w Monako po raz drugi zwyciężył w sezonie. Grand Prix w Kanadzie było jak dotychczas najgorszym występem w tym sezonie Hiszpana. Dojechał w nim siódmy przez problemy z samochodem w końcówce wyścigu. Tymczasem sensacyjne zwycięstwo odniósł jego partner, debiutant, Lewis Hamilton. W następnym wyścigu na torze Indianapolis w Stanach Zjednoczonych przyjechał na metę za Lewisem Hamiltonem na drugim miejscu. We Francji powtórzył wynik z Kanady dojeżdżając na siódmym miejscu. Kolejnym wyścigiem było Grand Prix Wielkiej Brytanii gdzie zameldował się na mecie drugi. W kolejnym wyścigu na torze Nurburgring dojechał pierwszy wygrywając po raz trzeci w tym sezonie. W Grand Prix Węgier był czwarty, a w Turcji trzeci. Po Grand Prix Turcji, w gazetach pojawiały się plotki iż stosunki między Alonso a zespołem drastycznie spadły przez kontrowersje wynikające z faworyzowaniem przez zespół Lewisa Hamiltona któremu przez pewien okres lepiej się wiodło niż Alonso. Pojawiły się również plotki iż obie strony, czyli Alonso i McLaren negocjują rozwiązanie kontraktu. Następnym wyścigiem w kalendarzu było Grand Prix Włoch gdzie po raz czwarty w sezonie Hiszpan odniósł zwycięstwo. W Belgii dojechał trzeci a wyścigu w Japonii przez rozbicie bolidu na bardzo śliskim torze nie ukończył. W Następnym wyścigu w Chinach był drugi, a w Brazylii trzeci. Sezon zakończył na trzecim miejscu z dorobkiem punktowym 109 punktów za Kimim Raikkonenem który został mistrzem świata i Lewisem Hamiltonem.
Fernando Alonso i zespół McLaren zdecydowali się na rozwiązanie kontraktu. Hiszpański kierowca zarzucał zespołowi nierówne traktowanie zawodników.

### 2008–2009: Renault

#### 2008

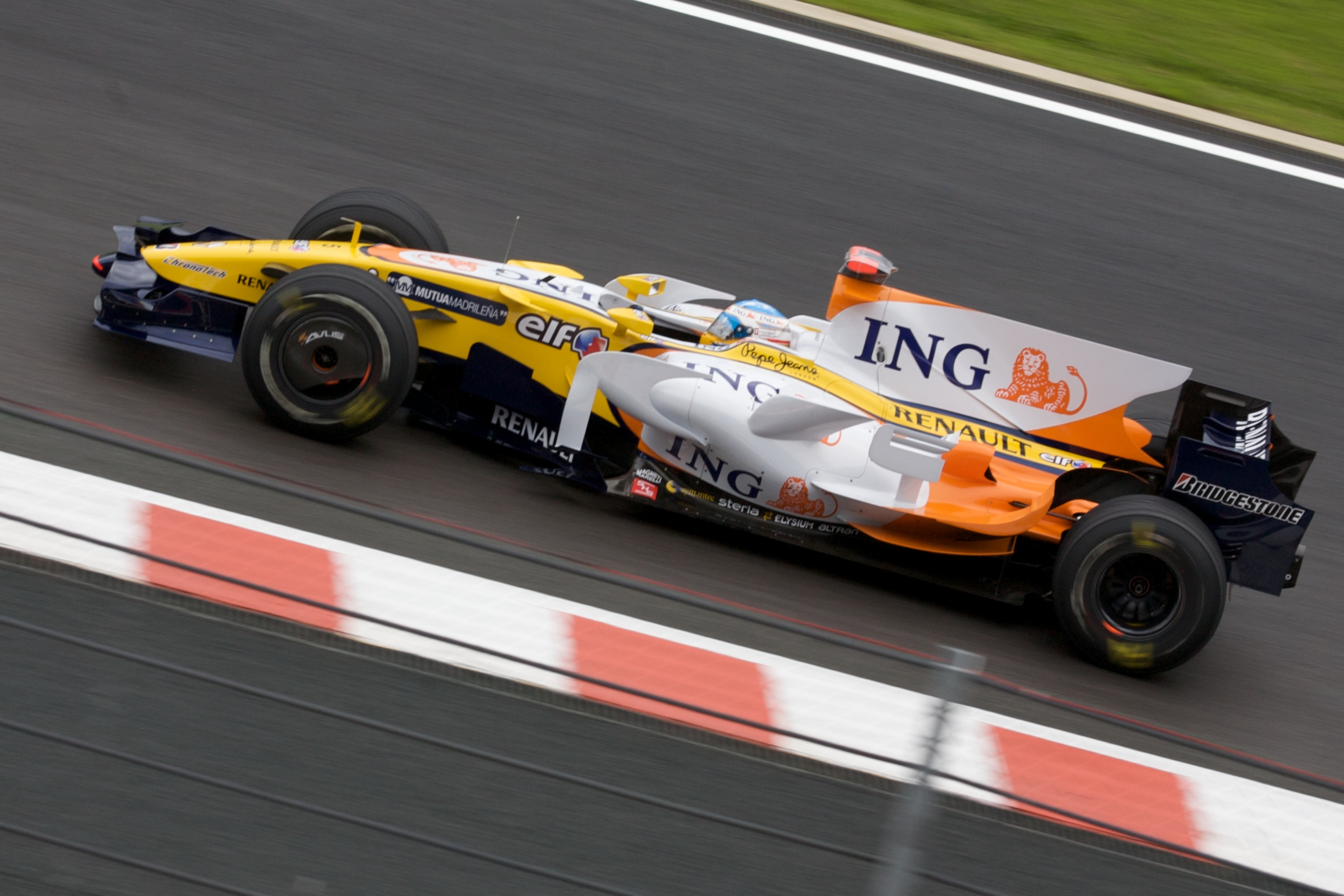
Fernando Alonso podczas Grand Prix Belgii (2008)

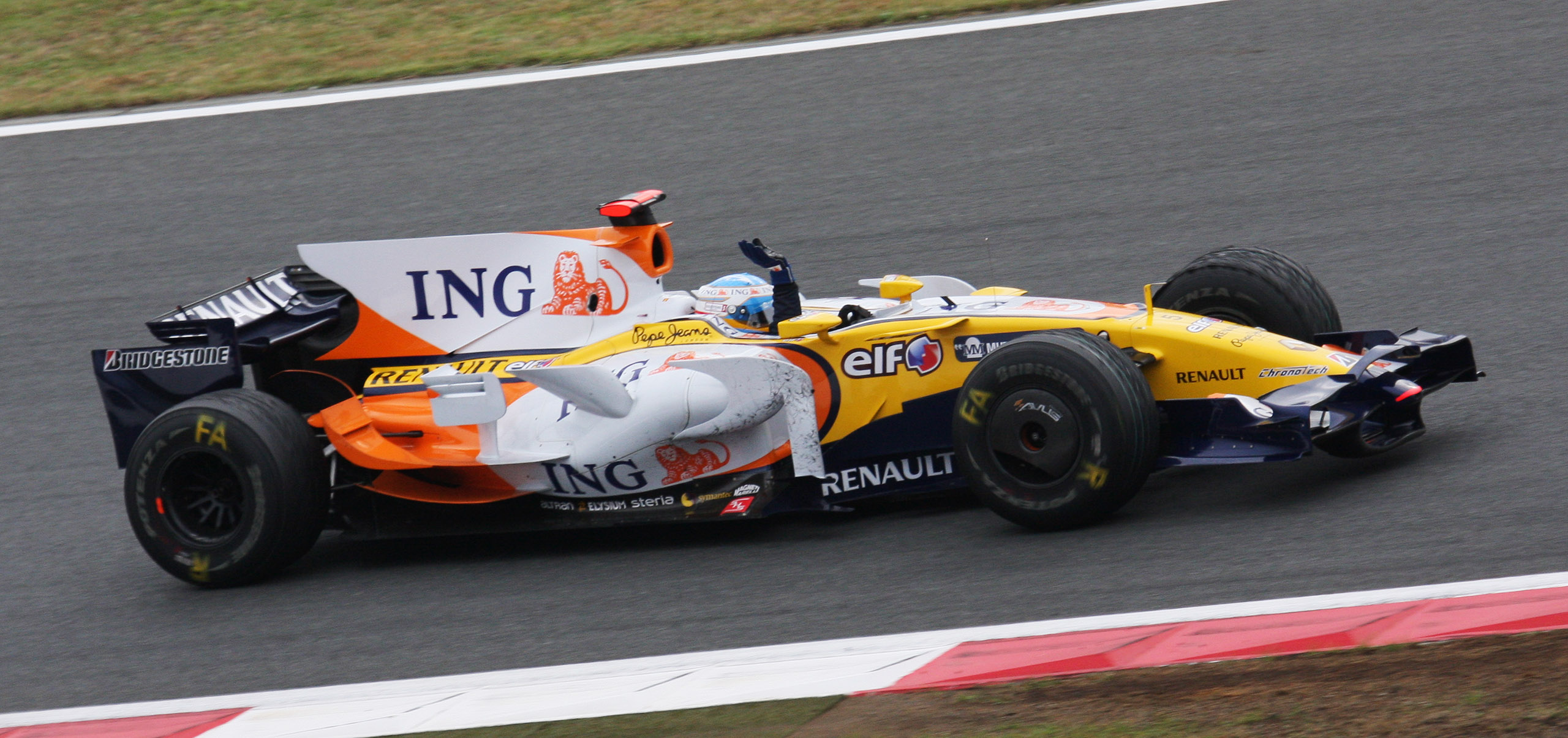
Fernando Alonso świętujący zwycięstwo w Grand Prix Japonii (2008)

Alonso po odejściu z McLarena był łączony z kilkoma zespołami jak Renault, Red Bull, Toyota czy Honda. Ostatecznie 10 Grudnia 2007 roku, Flavio Briatore ogłosił iż kierowcami Renault na sezon 2008 będą Fernando Alonso oraz Nelson Piquet Jr.
W pierwszych dwóch rundach sezonu, Alonso nie był tak konkurencyjny jak w zeszłym sezonie. W Grand Prix Australii zajął czwarte miejsce, a w Malezji ósme. Po tych Grand Prix pojawiły się pogłoski iż jeszcze w trakcie sezonu, Alonso opuści Renault przez słabe wyniki i mało konkurencyjny bolid. Był łączony z posadą w BMW Sauber, gdzie miałby zastąpić Nicka Heidfelda, z Toyotą gdzie mógłby zastąpić słabo spisującego się Timo Glocka czy w Hondzie, gdzie mógłby zastąpić Rubensa Barrichello. Kilka dni później obie strony, czyli Renault i Alonso zdementowali te plotki, ale następne które się pojawiały, głosiły iż Alonso miałby przejść do Hondy na sezon 2009 a następne do Ferrari na sezon 2010. W następnym Grand Prix w kalendarzu Alonso miał ogromnego pecha iż na początku wyścigu, jego były partner zespołowy, czyli Lewis Hamilton wjechał w tył Renault Alonso. Przez ten incydent spadł na koniec stawki co zakończyło marzenia o punktowanym miejscu, dojechał dopiero dziesiąty. Grand Prix Hiszpanii rozpoczynało się obiecująco dla Hiszpana, ponieważ startował z pierwszej linii z drugiej pozycji. Alonso wyścigu nie ukończył z powodu awarii silnika. W następnym wyścigu w Turcji udało się zdobyć pierwsze punkty od czasu Grand Prix Malezji. Były to trzy „oczka” za szóste miejsce. Następny wyścig w Monako w którym rok temu tryumfował Alonso, zakończył na dziesiątym miejscu przez rozerwanie opony na początku wyścigu i spadek na koniec stawki. Grand Prix Kanady było drugim wyścigiem w tym sezonie nie ukończonym przez Hiszpana. Na 44 okrążeniu awarii uległa skrzynia biegów która wywołała uślizg tylnej osi i uderzenie w barierę co zakończyło marzenia o miejscu na podium o które walczył z Nickiem Heidfeldem. Do następnego wyścigu na torze Magny-Cours we Francji, Alonso startował z trzeciego pola. Podczas wyścigu uległ rywalom z mocniejszym sprzętem jak Ferrari, McLaren czy BMW. Wyścig skończył na ósmym miejscu, jedno oczko za swoim partnerem zespołowym. Do następnego wyścigu w Wielkiej Brytanii, Alonso startował z szóstego pola, tak i też ukończył, szalony, deszczowy wyścig. Grand Prix w Niemczech było kolejnym bez punktów, przez neutralizację wyścig zakończył na jedenastym miejscu. Osobą która najlepiej wykorzystała neutralizację był partner zespołowy Alonso, Nelson Piquet Jr., który zameldował się na mecie drugi. Do wyścigu na Węgrzech, Alonso startował siódmy, wyścig udało mu się zakończyć na czwartym miejscu. Do wyścigu na torze w Walencji, Alonso startował dwunasty przez problemy z samochodem w kwalifikacjach. Już na pierwszym okrążeniu Alonso musiał się wycofać, ponieważ w tył jego samochodu wjechał Kazuki Nakajima. Wyścig w Belgii na torze Spa, Alonso ukończył na czwartym miejscu przed takimi rywalami jak Sebastian Vettel, Robert Kubica, Sébastien Bourdais czy Mark Webber. Ten sam rezultat udało mu się powtórzyć we Włoszech podczas mokrego wyścigu na torze Monza. Następnym wyścigiem w kalendarzu był wyścig w Singapurze do którego Alonso był murowanym faworytem przez najlepsze czasy w sesjach treningowych. Wszystko pokrzyżowało to iż bolid Alonso podczas kwalifikacji uległ awarii i zajął piętnaste miejsce startowe. Podczas wyścigu doszło do wypadku Nelsona Piqueta Jr. co spowodowało iż cała stawka zbliżyła się do siebie a większość bolidów z czołówki nie była na Pit Stopie co zrobił przed neutralizacją Alonso. Po zjechaniu samochodu bezpieczeństwa, praktycznie wszyscy kierowcy przed Alonso zjechali do boksów a on walczył o pierwsze miejsce w wyścigu. Ostatecznie Alonso wygrał swój pierwszy wyścig w sezonie, a także zdobył pierwsze podium dla siebie. Następny wyścig w Japonii, Hiszpan rozpoczynał z czwartego miejsca, lecz na starcie został wyprzedzony przez Kubicę, ale Lewis Hamilton wyczyścił drogę z kierowców jadących przed Kubicą i Alonso co spowodowało iż Alonso awansował na drugą lokatę.Podczas Pit Stopu, Alonso wyprzedził Kubicę i awansował na pierwszą lokatę którą utrzymał do końca wyścigu. Było to drugie zwycięstwo z rzędu Alonso w tym sezonie. W następnym wyścigu w Chinach było już trochę gorzej, Alonso przekroczył metę na czwartym miejscu. Ostatnim Grand Prix sezonu było Grand Prix Brazylii gdzie do wyścigu ruszał z trzeciej pozycji. Wyścig zakończył oczko wyżej na drugim miejscu za Felipe Massą i przed Kimim Raikkonenem. Sezon ukończył na piątym miejscu z dorobkiem 61 punktów.
5 listopada 2008 roku, Flavio Briatore ogłosił iż przedłużył o rok umowę z Fernando Alonso dementując przy tym plotki o odejściu Hiszpana do Hondy.

#### 2009

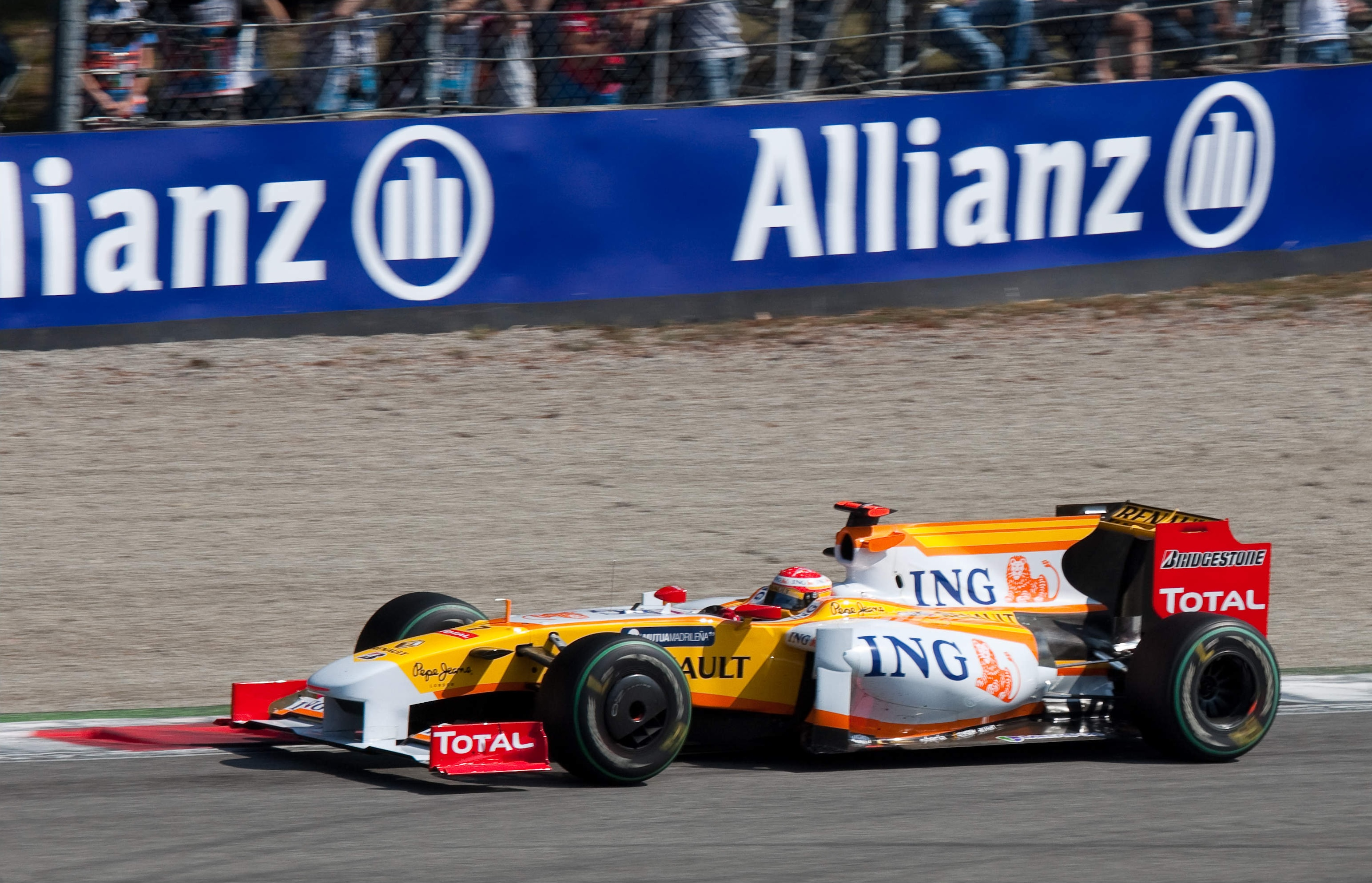
Alonso podczas Grand Prix Włoch (2009)

Nowy bolid Renault R29 zaprezentowany 19 stycznia 2009 roku, podczas testów zimowych nie spełnił oczekiwań Alonso i miał złe przeczucia iż to będzie jego jeden z najgorszych sezonów w karierze. Drugi raz z rzędu partnerem Hiszpana będzie Nelson Piquet Jr.
Już w pierwszym wyścigu sezonu udało się Alonso zdobyć punkty, były to cztery „oczka” za piąte miejsce w wyścigu. Po wyścigu był bardzo rozczarowany, gdyż gdyby nie słaba praca systemu KERS, mógłby być wyżej. W drugim wyścigu sezonu w Malezji dojechał jedenasty przez zamieszanie wywołane tropikalną ulewą, a w Chinach dziewiąty choć startował z drugiego pola. W Grand Prix Bahrajnu po raz drugi w tym sezonie punktował dojeżdżając na ósmym miejscu. Następny wyścig w Hiszpanii też nie obył się bez punktów, Alonso dojechał na piątym miejscu wykorzystując słabe tempo Massy który musiał oszczędzać paliwo żeby w ogóle dojechać do mety. W Monako kontynuował swoją passę miejsc w punktowanej ósemce. Dojechał siódmy zdobywając dwa punkty. W Turcji nie udało się już zdobyć punktów, a w Wielkiej Brytanii bolid nie spisywał się dobrze i wyścig został zmuszony zakończyć na czternastym miejscu. W Grand Prix Niemiec na torze Nurburgring ponownie udało się zdobyć punkty, lecz tylko dwa za siódmą lokatę. Na Węgrzech udało się zdobyć Pole Position za sprawą tego iż w baku były przysłowiowe „opary”, czyli bardzo mała ilość paliwa. W wyścigu udało się utrzymać prowadzenie i dosyć spory odstęp od jadącego na drugim miejscu Lewisa Hamiltona. Błąd mechaników podczas Pit Stopu kosztował Alonso zwycięstwo, gdyż odpadło mu przednie prawe koło przez co Alonso musiał zjechać na pobocze i wycofać się z wyścigu. Po tym wyścigu został zwolniony partner zespołowy Alonso, Nelson Piquet Jr., jego zastępcą był Francuz, Romain Grosjean. Następnym wyścigiem było Grand Prix Europy na torze w Walencji gdzie Alonso zdobył trzy punkty za szóstą lokatę. Następnym wyścigiem było Grand Prix Belgii gdzie Alonso musiał zakończyć rywalizację po pierwszym Pit Stopie ponieważ zespół nie chciał aby doszło do powtórki z Belgii, gdyż lewe przednie koło nie chciało się odkręcić po uszkodzeniu jego podczas kolizji na początku wyścigu z Sutilem. Następnym wyścigiem było Grand Prix Włoch gdzie Alonso startował drugi raz w tym sezonie z systemem KERS co ponownie zakończyło się negatywnymi komentarzami od strony Alonso iż ten system działał nie tak jak powinien. Wyścig zakończył na piątym miejscu. Następnym wyścigiem było Grand Prix Singapuru, gdzie zajął trzecie miejsce co było najlepszą pozycją dla Renault w tym sezonie. W następnym wyścigu w Japonii bolid Renault R29 ponownie źle się sprawował, co zakończyło się wyścigiem bez punktów z dziesiątą lokatą. Następnego wyścigu w Brazylii nie ukończył przez kolizję z Sutilem na pierwszym okrążeniu. Następnie w Abu Zabi, Alonso wyścig zakończył na czternastym miejscu powtarzając wynik z Grand Prix Wielkiej Brytanii. Sezon zakończył z 26 punktami i 9. miejscem w klasyfikacji generalnej.

### 2010–2014: Ferrari

#### 2010

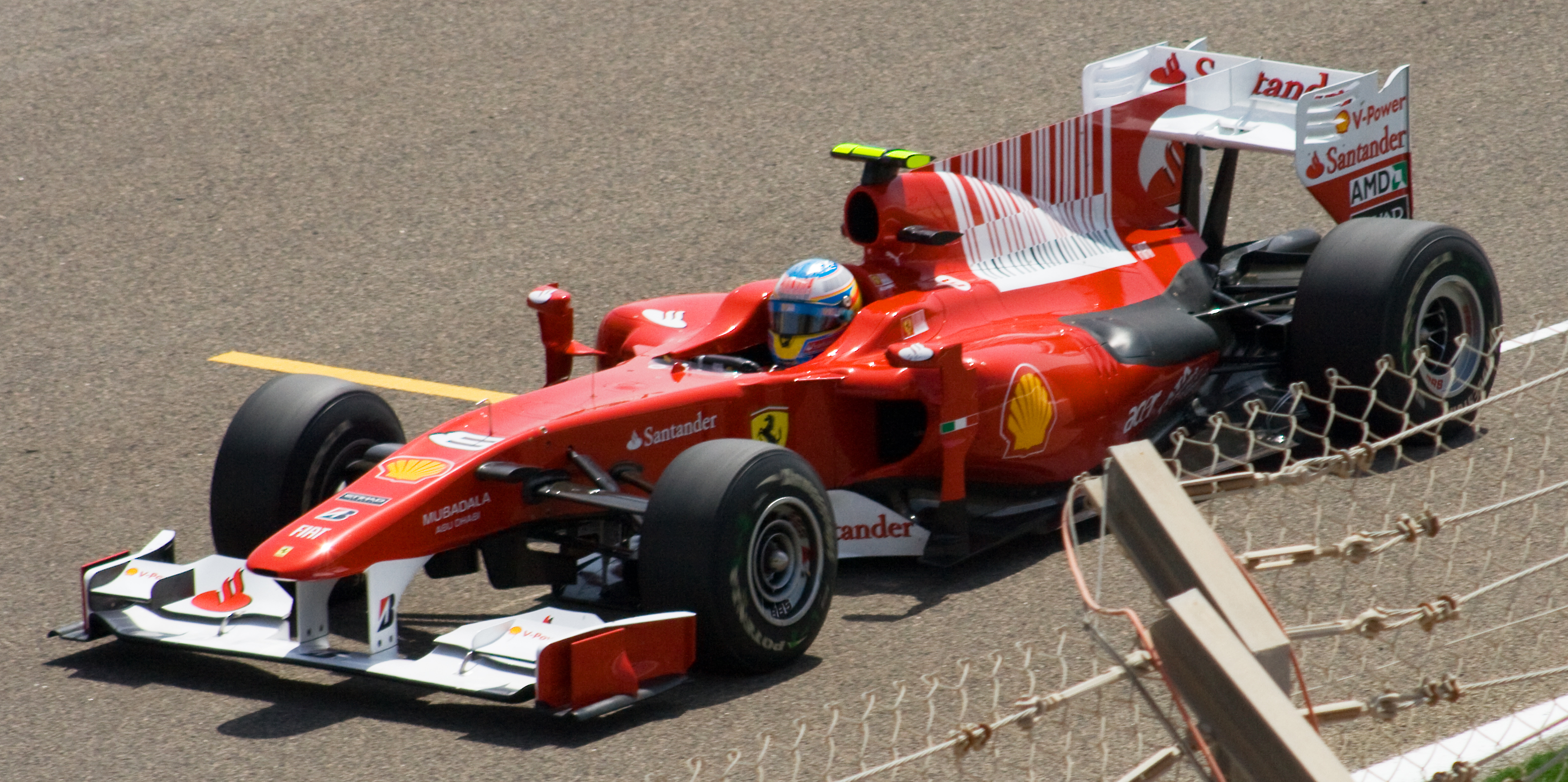
Fernando Alonso podczas Grand Prix Bahrajnu (2010)

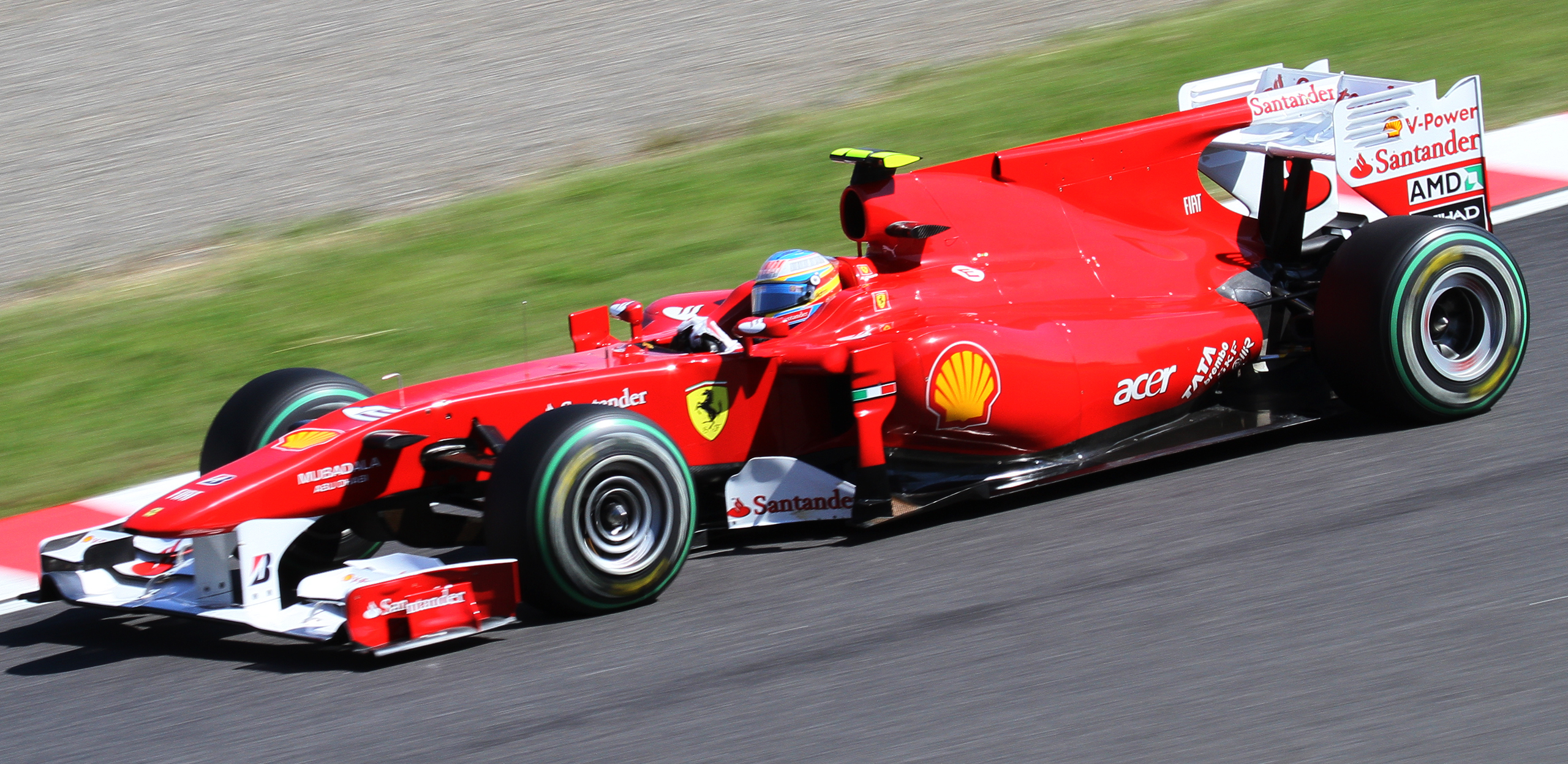
Fernando Alonso podczas Grand Prix Japonii (2010)

30 września 2009 roku zespół Ferrari ogłosił, że podpisał z Fernando Alonso kontrakt na 3 lata. Zastąpił on dotychczasowego kierowcę, Kimiego Räikkönena.

Fernando Alonso w inauguracyjnym Grand Prix Bahrajnu w kwalifikacjach osiągnął trzecie miejsce, wyścig ukończył na pierwszej pozycji. W Grand Prix Australii zakwalifikował się tak jak w Grand Prix Bahrajnu, lecz wyścig ukończył na miejscu czwartym. Grand Prix Malezji nie było udane Alonso wystartował z 19. miejsca, a ukończył wyścig na 13 nie punktowanym miejscu. Do Grand Prix Chin ponownie zakwalifikował się na trzecim miejscu, wyścig ukończył na czwartej pozycji. W Grand Prix Hiszpanii zakwalifikował się na miejscu czwartym, a wyścig ukończył na podium na drugim miejscu. W Grand Prix Monako podczas treningu uszkodził bolid, mechanicy nie zdołali go naprawić przed kwalifikacjami, Alonso wystartował z boksów na mecie zajmując szóstą pozycję. W Grand Prix Turcji osiągnął 12. miejsce w kwalifikacjach w wyścigu punktował na ósmej pozycji. Fernando Alonso w Grand Prix Kanady zakwalifikował się na czwarte miejsce a wyścig zakończył na trzecim miejscu podium. Do Grand Prix Europy zakwalifikował się na czwartym miejscu, wyścig ukończył na punktowanym ósmym miejscu, miała na to wpływ decyzja szefów Ferrari. Do Grand Prix Wielkiej Brytanii zakwalifikował się na trzecim miejscu, na starcie stracił parę pozycji, dostał karę za wyprzedzenie Roberta Kubicy poza torem, karę otrzymał w momencie pojawienia się na torze samochodu bezpieczeństwa. W Grand Prix Niemiec zakwalifikował się na drugim miejscu tracąc do Sebastiana Vettela zaledwie 2 tysięczne sekundy. Na starcie wyścigu został wyprzedzony przez Felipe Massę, Alonso wyprzedził Sebastiana Vettela, i przez długi czas jechał za Felipe Massą. Felipe Massa otrzymał wiadomość: 

Fernando jest szybszy od ciebie. Czy możesz potwierdzić, że zrozumiałeś tę wiadomość?

 Po czym Felipe Massa zwolnił i przepuścił Fernando Alonso, dzięki temu Alonso ukończył wyścig na pierwszym miejscu podium. W wyniku tzw. poleceń zespołowych zespół
Ferrari został ukarany grzywną w wysokości stu tysięcy dolarów. Mimo to, Alonso utrzymał dobrą formę, co przełożyło się na świetny rezultat podczas wyścigu o Grand Prix Węgier. Po starcie z trzeciej pozycji, Hiszpan ukończył eliminację o lokatę wyżej (pomiędzy kierowcami wyraźnie dominującego zespołu Red Bull Racing), utrzymując zarazem za sobą przez znaczny dystans wyścigu niemieckiego kierowcę Sebastiana Vettela. Kolejny wyścig o Grand Prix Belgii na torze Spa-Francorchamps nie był jednak tak szczęśliwy dla Hiszpana, jak dwa ostatnie. Czerwone Ferrari zostało uderzone przez bolid Rubensa Barrichello, w wyniku czego Alonso stracił wiele pozycji, a Brazylijczyk musiał wycofać się z wyścigu. Na siedem okrążeń przed końcem wyścigu, podczas złych warunków pogodowych Hiszpan stracił kontrolę nad bolidem i rozbił się o bandę. Oznaczało to koniec rywalizacji dla dwukrotnego mistrza świata i zerowy dorobek punktowy na koniec weekendu. Podczas kwalifikacji do wyścigu na torze Monza, Alonso zdobył Pole Position a następnego dnia wygrał wyścig. W ostatnim wyścigu sezonu w Grand Prix Abu Dhabi 4 kierowców miało szanse na tytuł mistrzowski, Fernando Alonso był liderem klasyfikacji kierowców. Do wyścigu ruszał z 3 pola startowego, jednak po swojej wizycie w alei serwisowej na 15 okrążeniu wyjechał na tor za Witalijem Pietrowem, który już do końca nie dał się wyprzedzić i cały czas spowalniał Alonso. Za przyczynę porażki uznano błędną strategię zespołu Ferrari, który w niewłaściwym momencie wezwał Alonso do alei serwisowej. Niedługo po zakończeniu sezonu inżynier, który pracował m.in. z Hiszpanem, stracił posadę w zespole.

#### 2011

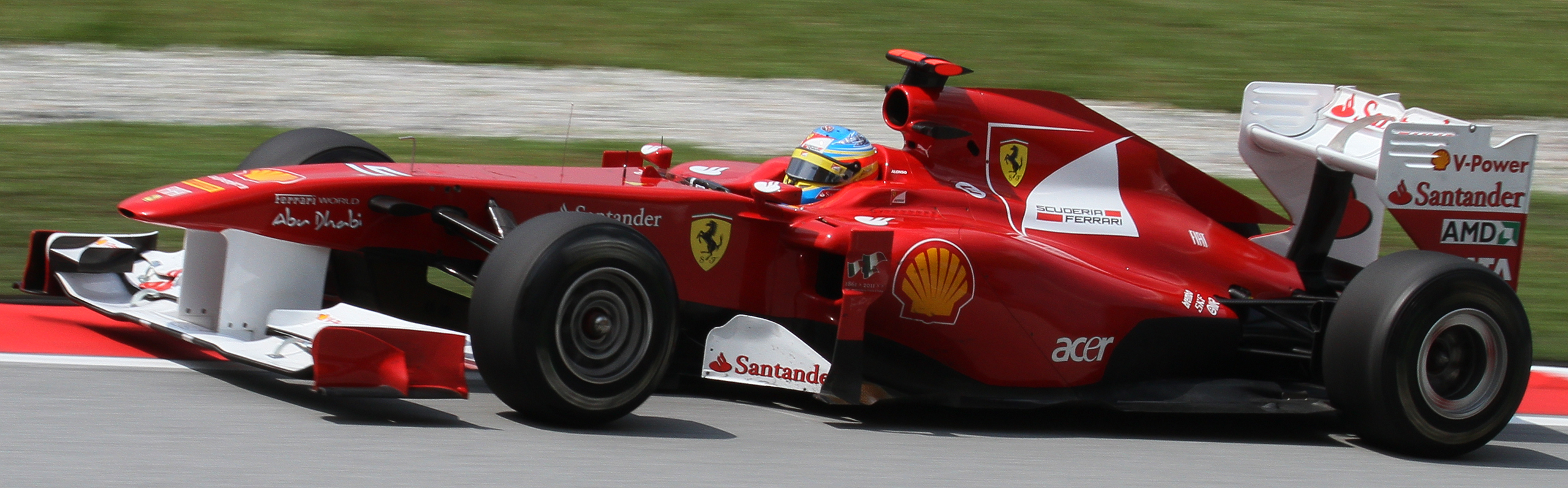
Fernando Alonso podczas Grand Prix Malezji (2011)

Prezentacja nowego bolidu F150, później przemianowanego na Ferrari 150° Italia odbyła się jak co roku w Maranello. Na testach przed sezonem bolid wydawał się być konkurencyjny. Jednak wszelkie nadzieje zostały rozwiane już po kilku wyścigach. Nowa maszyna miała problemy z dogrzewaniem opon w niskich temperaturach, co skutkowało słabym początkiem sezonu. Pierwsze podium udało się wywalczyć dopiero w czwartej eliminacji GP Turcji. W maju przedłużył kontrakt z Ferrari do końca 2016 roku.Po powrocie Formuły 1 do Europy, na początku wydawało się, że wszystkie problemy zostały rozwiązane. Jednak GP Hiszpanii po starcie Alonso rozwiało wszelkie wątpliwości, po pewnym czasie opony przestały trzymać i z pierwszej pozycji Alonso szybko spadł na piątą i został zdublowany przez lidera wyścigu – Sebastiana Vettela. W Monako Hiszpan zaliczył wyścig, w którym o zwycięstwo walczył niemal do końca. Plany pokrzyżowała mu czerwona flaga podczas której Sebastian Vettel zmienił opony na nowe i już nie było szansy skorzystania na zużytych gumach przeciwnika. Ostatecznie finiszował na drugiej pozycji. Mimo świetnych kwalifikacji deszczowego wyścigu w Kanadzie nie ukończył z powodu kolizji z Jensonem Buttonem na 36 okrążeniu. W Walencji podczas GP Europy wywalczył drugie miejsce, a kilka tygodni później wygrał swoje pierwsze i jedyne zwycięstwo w tym sezonie na torze Silverstone w Wielkiej Brytanii. Sukces umożliwiła mu m.in. decyzja FIA o zakazaniu stosowania dmuchanych dyfuzorów i mapowania silnika, z powodu której mocno ucierpiał dominujący ten sezon team Red Bull Racing. Już na GP Niemiec decyzja została wycofana, co nie przeszkodziło Alonso po raz kolejny stanąć na podium mimo braku paliwa na okrążeniu zjazdowym wyścigu. W kolejnym GP na Hungaroringu Hiszpan stanął po raz kolejny na najniższym stopniu podium, którego nie udało się zdobyć w Belgii. Ku uciesze włoskich fanów Ferrari we Włoszech na torze Monza Alonso po starcie objął pierwszą pozycję, by później ją stracić na rzeczy młodego Niemca. Ostatecznie finiszował na trzeciej pozycji. W Singapurze zajął czwarte miejsce, natomiast w Japonii i Korei piąte. Na inauguracyjnym wyścigu w Indiach po raz kolejny zdobył podium. Również w Abu Zabi, wyścigu który jak dotąd nie przynosił Hiszpanowi dobrych wyników Alonso zgarnął puchar za trzecią pozycję. W ostatnim wyścigu sezonu- Brazylii Alonso stracił podium nie tylko na torze, ale również w klasyfikacji generalnej.

#### 2012

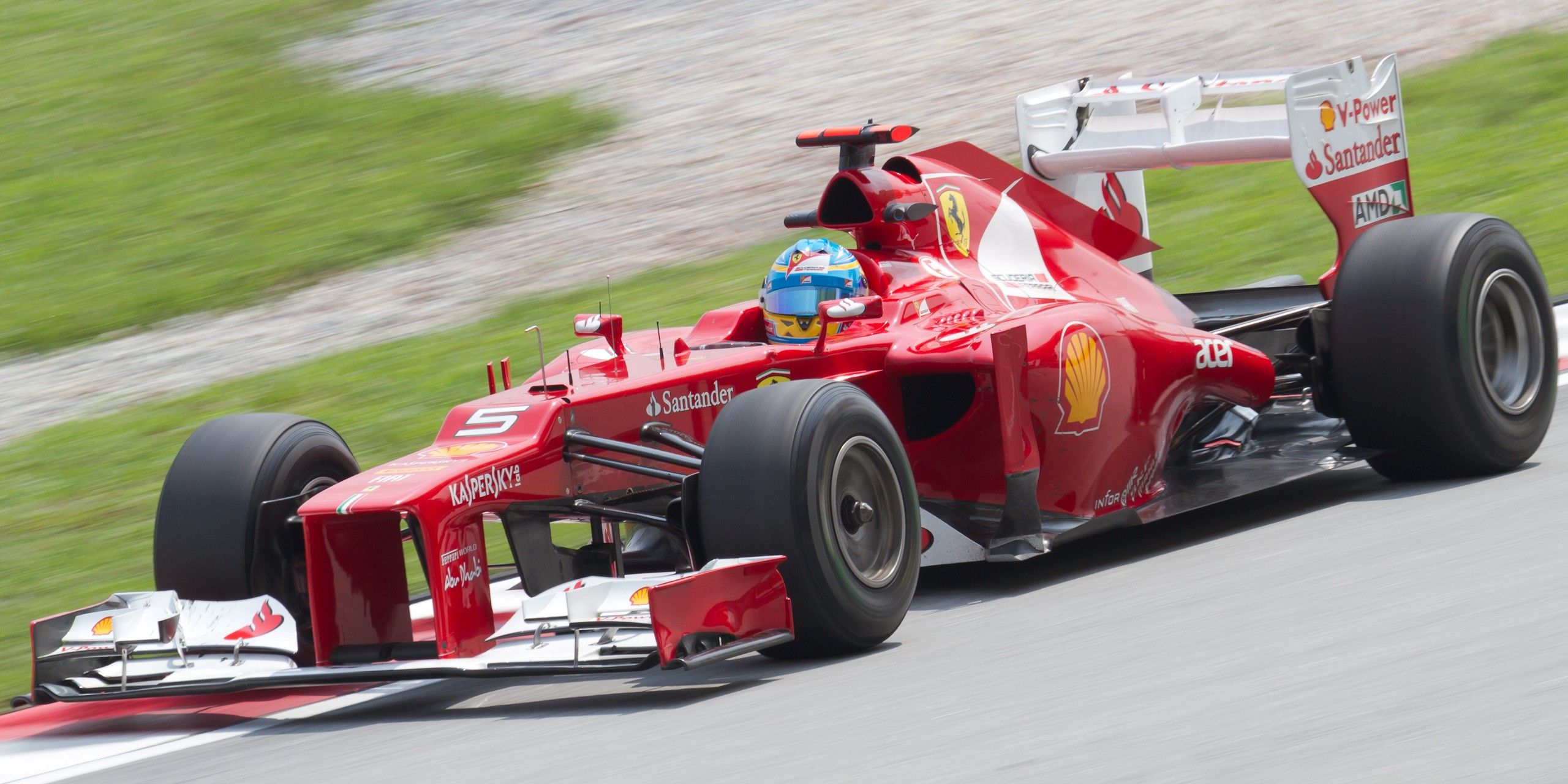
Fernando Alonso podczas Grand Prix Malezji w bolidzie Ferrari F2012 (2012)

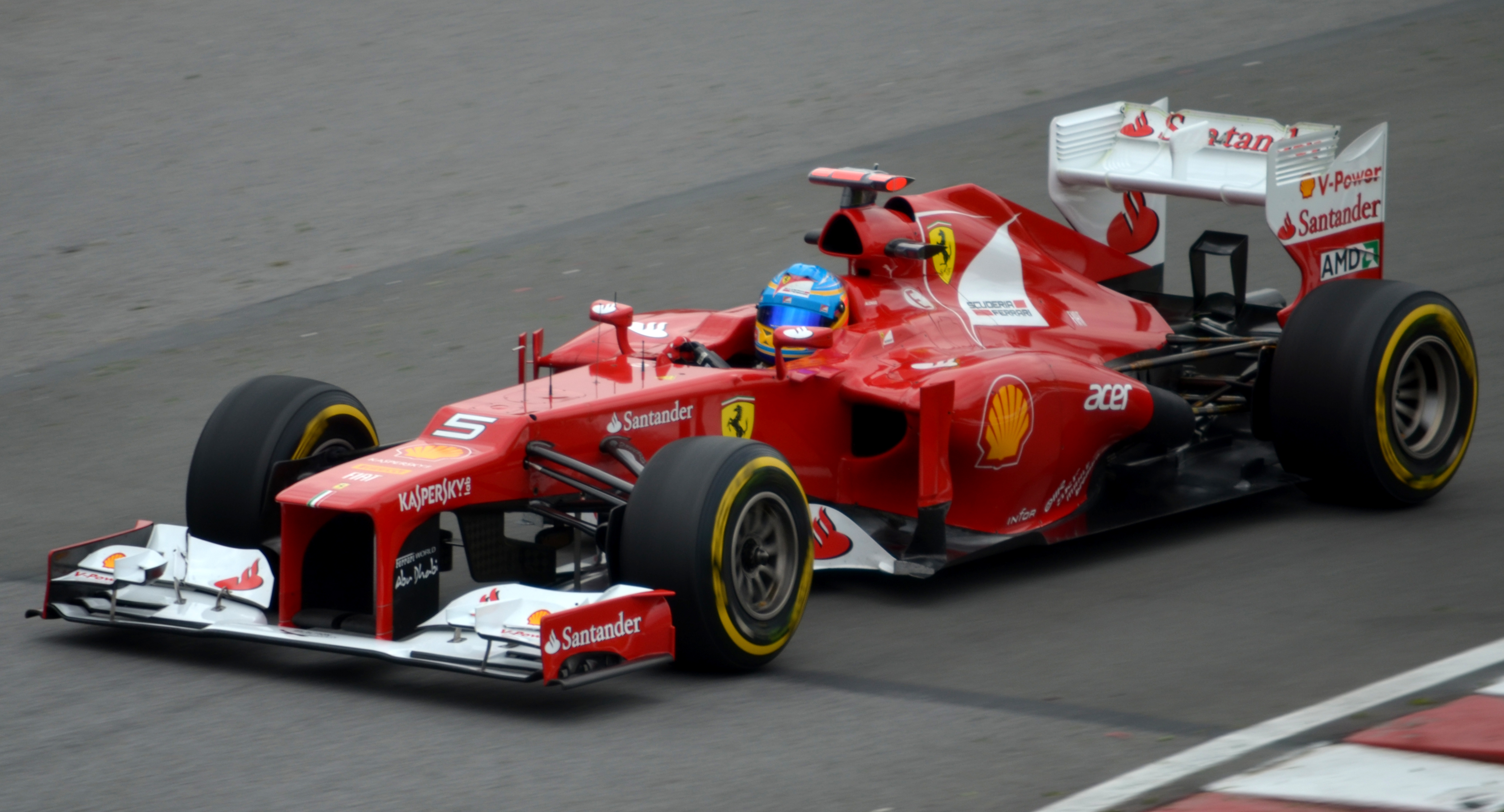
Fernando Alonso podczas Grand Prix Kanady w bolidzie Ferrari F2012 (2012)

3 lutego 2012 roku Ferrari zaprezentowało nowy bolid F2012 w którym pokładało duże nadzieje. Partnerem zespołowym Alonso pozostał Felipe Massa. W odpowiedzi na zarzuty kierowane pod adresem Ferrari o konstruowaniu zbyt konwencjonalnych bolidów w F2012 zastosowano przednie zawieszenie typu pull-rod, które po raz ostatni było widziane w Formule 1 w 2001 roku w bolidzie Minardi, którym także jeździł Alonso. Podczas przedsezonowych testów bolid sprawiał duże problemy kierowcom, głównie z powodu braku stabilności. Na testach w Montmelo testowy kierowca Red Bulla Sébastien Buemi tak określił zachowanie bolidu Ferrari „Nie wyglądają za dobrze. Alonso pracuje przepustnicą, ponieważ nie ma przyczepności”. W inauguracyjnym wyścigu sezonu który odbył się w Australii Ferrari potwierdziło słabą formę przez co Alonso zakwalifikował się na 12. miejscu, a Massa na 16. W wyścigu awansował o 7 pozycji zajmując 5 lokatę na mecie. Do wyścigu o Grand Prix Malezji startował z 9 pozycji. Dzięki trudnym warunkom panującymi na torze spowodowanymi obfitymi opadami deszczu udało mu się zwyciężyć. Po tym wyścigu Fernando Alonso został liderem klasyfikacji kierowców. Do następnego GP rozgrywanego w Chinach także startował i dojechał na 9 pozycji tracąc fotel lidera. Do GP Bahrajnu po raz trzeci w sezonie startował z 9 pozycji dojeżdżając w wyścigu na 7 lokacie. W pierwszym europejskim wyścigu rozgrywanym w Hiszpanii Ferrari poczyniło znaczny postęp co pozwoliło zakwalifikować się Alonso na 3 pozycji. Po karze dla Lewisa Hamiltona wystartował z 2. miejsca, które dowiózł do mety. W GP Monaco był 3, a w Kanadzie przez błędną strategię zespołu był 5 pomimo startu z 3 pola startowego. Po raz drugi w sezonie zwyciężył w GP Europy rozgrywanym w Walencji pomimo startu z 11 pozycji. Poza świetnym startem i jazdą Hiszpana pomogło mu w zwycięstwie odpadnięcie rywali jadących przed nim. Vettela i Grosjeana wyeliminowały awarie w ich bolidach, natomiast Hamilton zderzył się z Maldonado. Po tym wyścigu Alonso znów został liderem klasyfikacji kierowców. W kwalifikacjach do GP Wielkiej Brytanii które odbyły się w deszczu Alonso znów popisał się swoimi umiejętnościami wywalczając Pole Position. W wyścigu został wyprzedzony przez Marka Webbera i dojechał 2. W Grand Prix Niemiec Ferrari i Alonso znów potwierdziło wysoką formę wywalczając Pole Position i wygrywając wyścig. W wyścigu o GP Węgier Ferrari nie było już w tak dobrej formie i Alonso był 5 po starcie z 6 pozycji, jednak udało mu się powiększyć przewagę w mistrzostwach. Po tym wyścigu Hiszpan miał aż 40 punktów przewagi nad drugim Webberem. Do GP Belgii rozgrywanym po wakacyjnej przerwie odbywającej się w sierpniu Alonso startował z 6 pozycji jednak już na pierwszym zakręcie został wyeliminowany z wyścigu w wyniku kraksy spowodowanej przez Grosjeana. Hiszpan pomimo nieukończenia wyścigu może mówić o dużym szczęściu bowiem mógł odnieść w tym wypadku poważne obrażenia gdy bolid Lotusa prowadzonego przez Grosjeana przeleciał nad jego Ferrari mijając o włos głowę Alonso. W tym wyścigu zwycięstwo odniósł Jenson Button, a Vettel zajął 2. miejsce zmniejszając stratę w mistrzostwach do Alonso z 42 do 24 punktów. We Włoszech był 3 po starcie z 10 pozycji. Jego partner zespołowy startował do tego wyścigu z 3 lokaty. W Singapurze był 3 za Buttonem i Vettelem. GP Japonii nie ukończył przez kolizję z Räikkönenem. Wyścig wygrał Sebastian Vettel z Red Bulla którego bolid zyskał znaczną przewagę nad rywalami w wyniku wprowadzanych od kilku wyścigów usprawnień. W Korei Alonso był 3 za kierowcami Red Bulla, Vettelem i Webberem. Po tym wyścigu Alonso stracił fotel lidera klasyfikacji na rzecz Vettela. W GP Indii był 2 po starcie z 5 pozycji, za Vettelem który startował w Pole Position. W Abu Zabi był 2 za Räikkönenem i przed Vettelem, który startował z ostatniej pozycji w wyniku kary nałożonej na niego przez sędziów. W GP Stanów Zjednoczonych zajął 3. miejsce po starcie z 8 pola za startującym z Pole Position Vettelem, którego wyprzedził Hamilton. W kwalifikacjach do tego wyścigu zajął 9 lokatę i startowałby po brudnej stronie toru, jednak Ferrari umyślnie naruszyło plombę na skrzyni biegów Felipe Massy, który zakwalifikował się przed Hiszpanem w wyniku czego został przesunięty o 5 miejsc na starcie i dzięki temu Alonso zyskał jedną pozycję i startował po czystej stronie toru. Po tym wyścigu Alonso tracił 13 punktów do Vettela. Do ostatniego wyścigu sezonu startował z 8 pozycji. Po świetnym starcie i pomocy zespołowego partnera udało mu się dojechać do mety na 2 pozycji za Jensonem Buttonem. Nie starczyło to jednak do zdobycia tytułu mistrzowskiego ponieważ Vettel po starcie z 4 pola dojechał na metę 6 co wystarczyło do utrzymania przewagi nad Hiszpanem w klasyfikacji kierowców. Alonso miał duże szanse w tym wyścigu na wywalczenie tytułu ponieważ już na starcie Vettel stracił kilka pozycji, a później na pierwszym okrążeniu został uderzony przez Bruno Sennę przez co spadł na ostatnie miejsce. Później jednak Sebastian popisał się świetną jazdą i wolą walki co pozwoliło mu uszkodzonym bolidem zająć 6 lokatę. Wśród licznych manewrów wyprzedzania został przepuszczony przez zespołowego partnera Marka Webbera, oraz jego przyjaciela Michaela Schumachera.

#### 2013

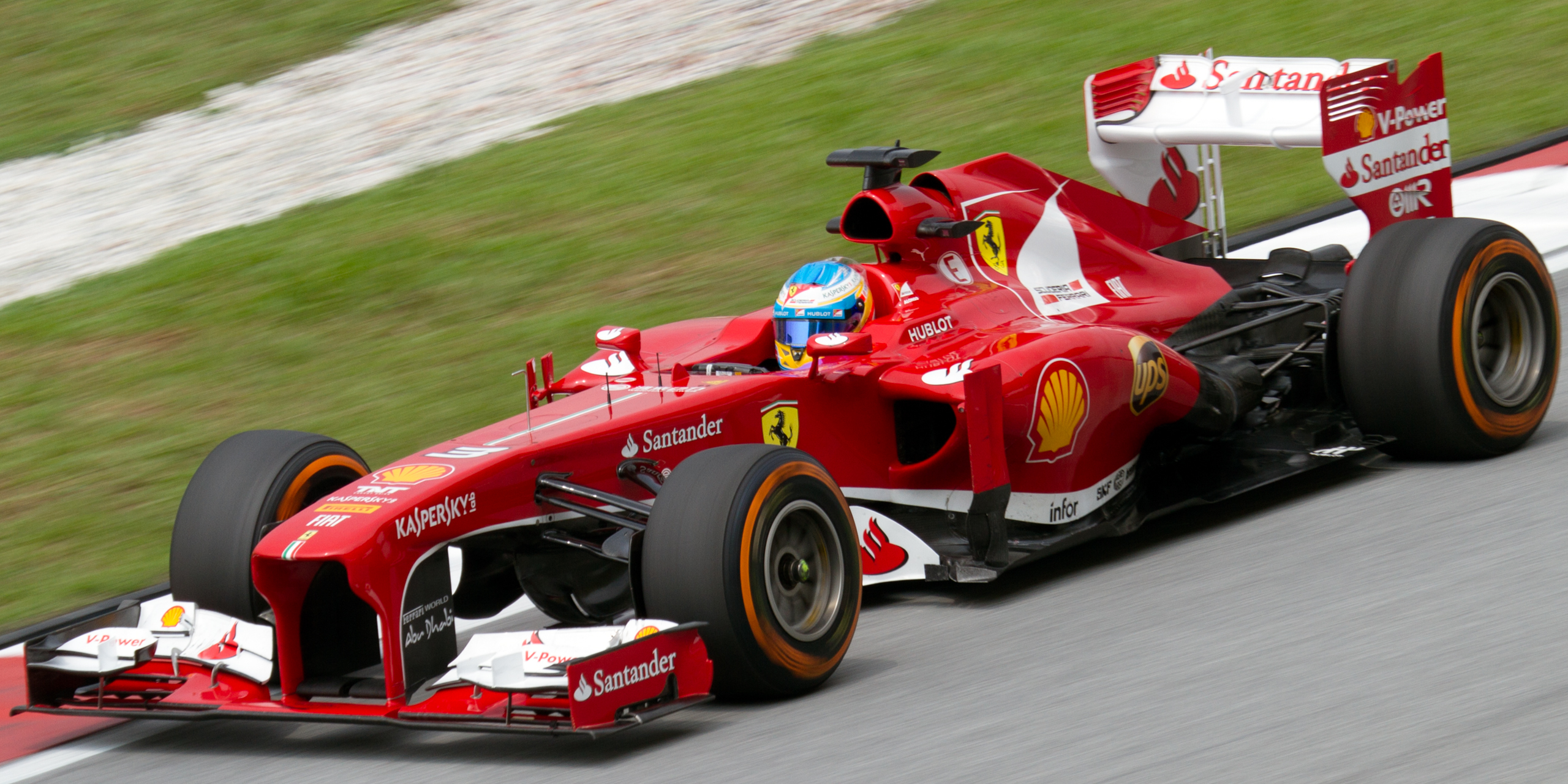
Fernando Alonso podczas Grand Prix Malezji w bolidzie Ferrari F138 (2013)

Okres przed sezonem 2013 Alonso starał się przepracować ze swoją ekipą jak najlepiej, aby nowy bolid zanotował większy progres niż nowa konstrukcja Red Bulla. W pierwszym wyścigu sezonu, w Australii Hiszpan stanął na drugim stopniu podium, wygrywając z Vettelem. Niepokojącym dla kierowcy mogła być postawa zwycięzcy Kimiego Räikkönena i jego zespołu Team Lotus, który wyraźnie prezentował się lepiej niż Ferrari. Przewaga nad Vettelem została roztrwoniona już na pierwszym okrążeniu wyścigu o Grand Prix Malezji, kiedy Alonso brał udział w kolizji, która wykluczyła go z dalszej rywalizacji w wyścigu. Jednak Hiszpan odegrał się zwycięstwem w Chinach, odrabiając do Niemca stracone 13 spośród 22 punktów. Niemiec odpowiedział już tydzień później w Bahrajnie, w którym Alonso mógł narzekać na ogromnego pecha. Na starcie Hiszpan wyprzedził Vettela i przez pierwsze okrążenia toczyła się między nimi zacięta walka. Jednak w bolidzie Ferrari zaciął się system DRS – nie działał system zamykający tylne skrzydło. Sytuacja ta kosztowała Hiszpana wiele czasu, który musiał spędzić w alei serwisowej. Niestety, awaria nie została usunięta, jedynym rozwiązaniem było mechaniczne zablokowanie tylnego skrzydła. Tak więc przez dalszą część wyścigu Alonso musiał podejmować próby wyprzedzania bez użycia tego systemu wspomagania. Ostatecznie dojechał do mety na ósmej pozycji, tracąc do Vettela, zwycięzcy, 17 punktów. Wiele z tych punktów, ku radości kibiców, odrobił w swoim domowym Grand Prix w Barcelonie. Przerwał panującą od 2006 roku passę niemocy i po raz drugi w karierze wygrał wyścig Grand Prix w swoim kraju. Kolejnymi udanymi wyścigami dla Hiszpana były Grand Prix Kanady i Grand Prix Wielkiej Brytanii, które kończył na podium, odpowiednio na drugiej i trzeciej pozycji. Wyjeżdżając z Silverstone Alonso przegrywał z Vettelem, lecz różnica wynosiła 21 punktów, czyli mniej niż pula punktów za zwycięstwo w jednym wyścigu. Sytuacja pogorszyła się nieco przed przerwą letnią. Niemiec wygrał bowiem Grand Prix Niemiec, a w Grand Prix Węgier był trzeci. Ponieważ Alonso ukończył oba wyścigi poza podium, różnica punktowa wzrosła do 39 punktów. W trzech pierwszych wyścigach po letniej Hiszpan zaprezentował wysoką formę. Trzy razy z rzędu stanął na drugim stopniu podium. Jednak w żadnym z tych wyścigów nie był w stanie nawiązać skutecznej walki z Sebastianem Vettelem. Do końca sezonu nikt, ani Alonso, ani żaden inny kierowca nie był w stanie pokonać Niemca. Alonso prezentował nieco słabszą formę, dojeżdżając do mety w okolicach piątej pozycji. Hiszpan wypracował sobie jednak dużą przewagę nad resztą stawki, tak że nikt nie zagroził mu w drodze o kolejny tytuł wicemistrza świata. Zakończył sezon na trzeciej pozycji w wyścigu o Grand Prix Brazylii, tracąc w końcowej klasyfikacji generalnej do Niemca 155 punktów.

#### 2014

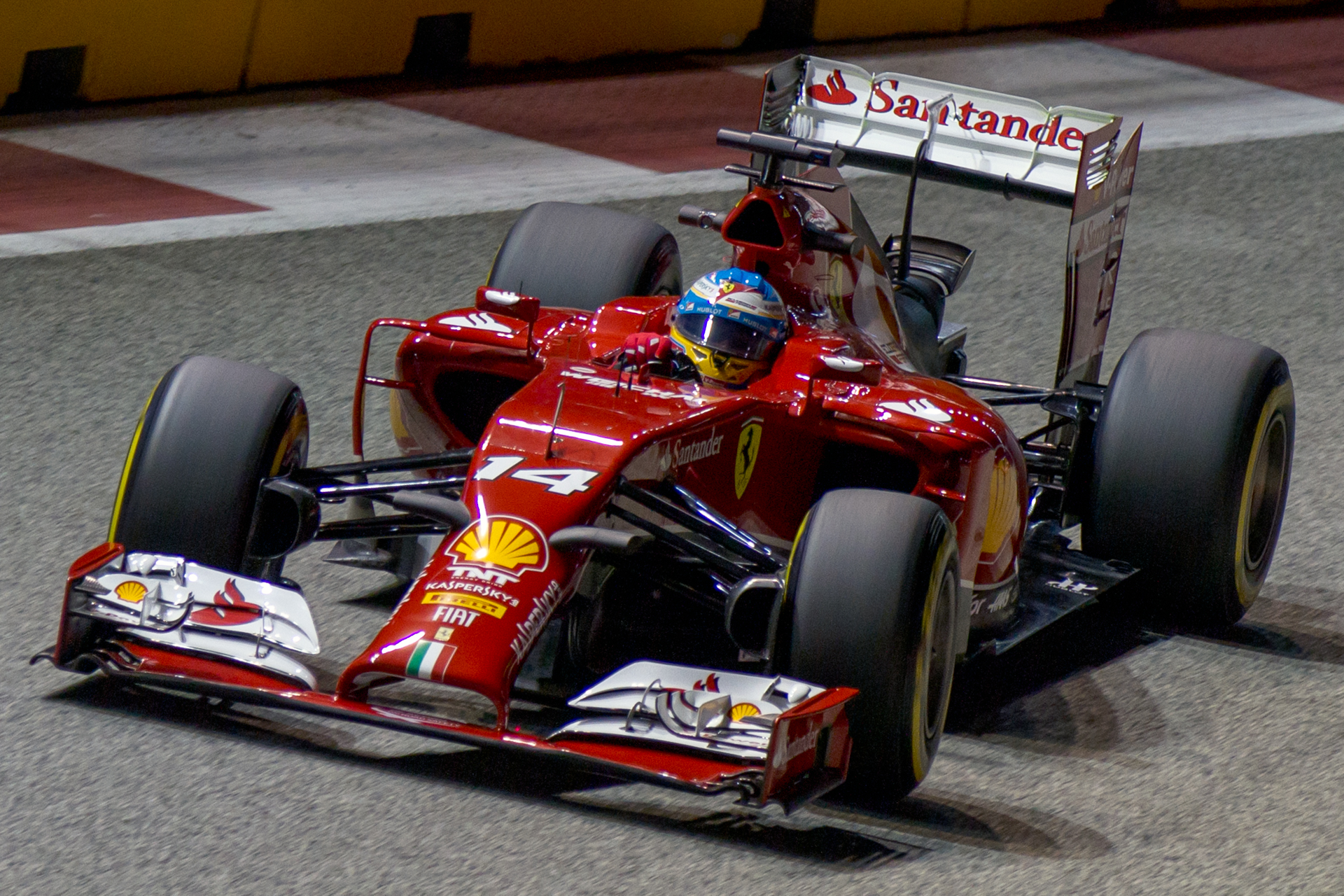
Fernando Alonso podczas Grand Prix Singapuru w bolidzie Ferrari F14 T (2014)

Z sezonem 2014 zarówno Alonso, jak i ekipa z Maranello wiązali wielkie nadzieje. Były one poparte głównie dużymi zmianami regulaminowymi dotyczącymi budowy silnika. W czasie pierwszych testów przedsezonowych, ku radości włoskich kibiców, bolid Ferrari spisywał się lepiej niż konstrukcja głównego rywala Red Bull Racing. Jednak już pierwszy wyścigu sezonu w Australii, musiał uświadomić Hiszpanowi, że walka o tytuł mistrzowski na pewno nie będzie lżejsza niż we wcześniejszych latach, a być może nawet cięższą. Kierowcy Mercedesa byli poza zasięgiem rywali. Ponadto dobry wynik McLarena oraz zaskakujący występ Ricciardo w bolidzie Red Bulla przemawiały za słabością Ferrari. Alonso zarówno w Australii, jak i w Malezji był czwarty. W Chinach Hiszpan zanotował pierwsze w sezonie miejsce na podium, dojeżdżając do mety na trzeciej pozycji. W tym momencie sezonu lepsi w klasyfikacji generalnej byli jedynie kierowcy Mercedesa. Jednak już w Europie Alonso zaczął regularnie przegrywać z Danielem Ricciardo i kierowcami Williamsa. Po startach z 5-9 pozycji, kończył wyścigi głównie na 5-6. miejscu. Swoje umiejętności Hiszpan zaprezentował dopiero w wyścigu o Grand Prix Węgier. Alonso wykorzystał neutralizację i przebił się do ścisłej czołówki. Jednak aby utrzymać wysoką pozycję, musiał przedsięwziąć ryzykowną taktykę 2 pit-stopów. Przez długi czas Hiszpan umiejętnie oszczędzał opony, utrzymując wysokie tempo. Jednak na 10 okrążeń przed metą kierowcy Mercedesa oraz Daniel Ricciardo po zmianie opon w szybkim tempie odrabiali sekundy straty do Alonso. Niespodziewanie jedynie Australijczyk nie miał problemów z pokonaniem Hiszpana. Na trzy okrążenia przed końcem wyszedł na prowadzenie. Znając tempo Mercedesa można było sądzić, że Alonso wypadnie poza czołową trójkę. Hiszpan jednak umiejętnie obronił swoją pozycję do mety. W czasie przerwy letniej wielokrotnie pojawiały się plotki na temat przyszłości Alonso. Jednak 24 sierpnia ucięto wszelkie spekulację i szef Ferrari ogłosił pozostanie Hiszpana w zespole. W dalszej części sezonu Alonso osiągał najsłabsze wyniki od 2009. Jedynie w Singapurze był czwarty, poza tym kończył wyścigi na 6-9 pozycji. W związku z tym narastała frustracja Hiszpana, którą w wywiadach ukrywał, jednak media ciągle wieszczyły jego odejście z Ferrari. Sytuację zaostrzył Vettel, który zapowiedział odejście z Red Bulla. Ostatecznie w czwartek przed ostatnim wyścigiem sezonu szefowie Ferrari potwierdzili odejście Alonso z zespołu. Wyścig w Abu Zabi Hiszpan ukończył na dziewiątej pozycji. Z dorobkiem 161 punktów ukończył sezon na szóstej pozycji w klasyfikacji mistrzostw.

### 2015–2018: McLaren

#### 2015

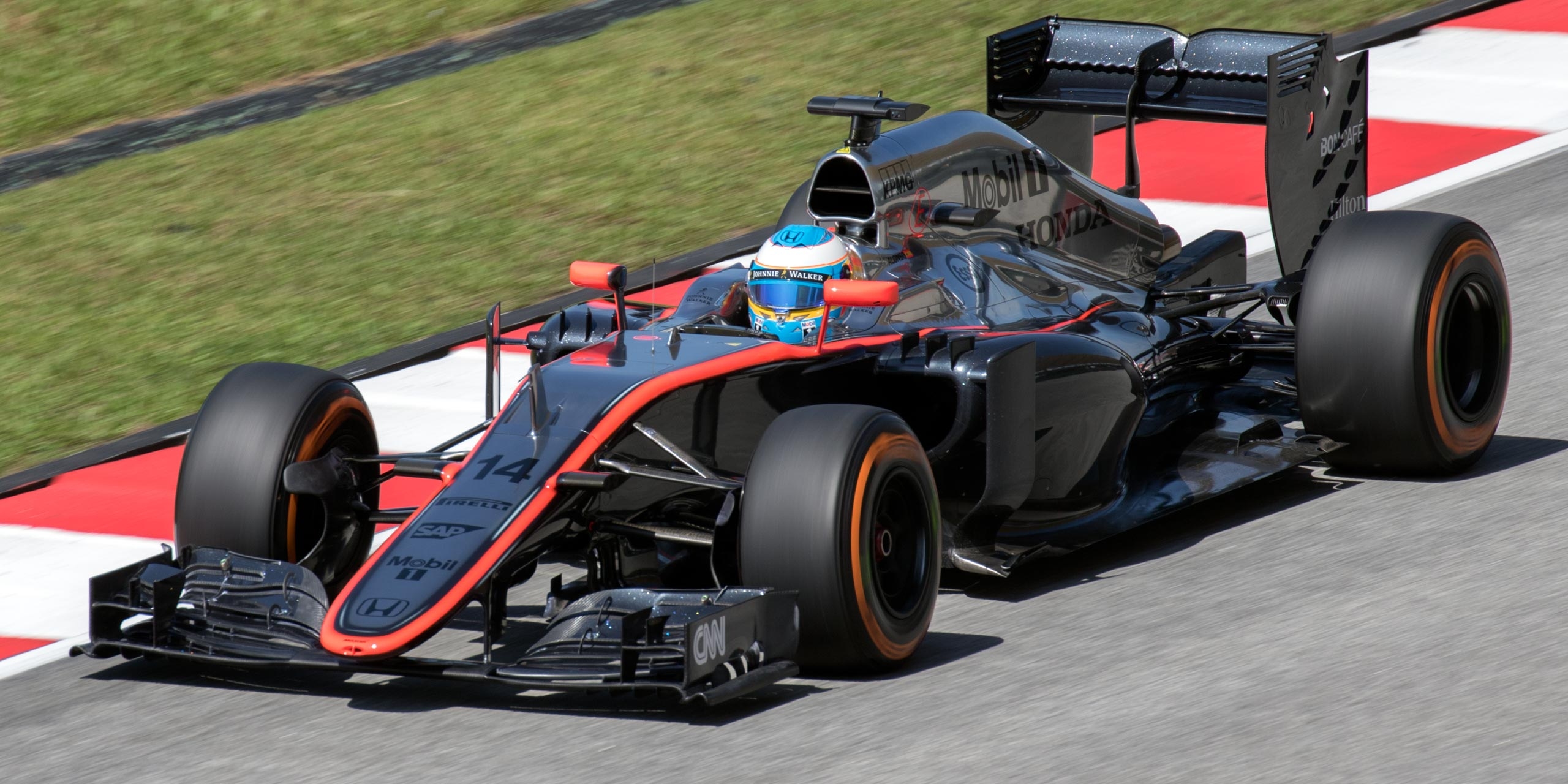
Fernando Alonso podczas Grand Prix Malezji w bolidzie McLaren MP4-30 (2015)

11 grudnia 2014 roku, podczas konferencji zorganizowanej w McLaren Technology Centre w Woking zespół McLarena poinformował, że w od sezonu 2015 w jego barwach będą ścigali się Fernando Alonso oraz Jenson Button. Dotychczasowy kierowca McLarena Kevin Magnussen został kierowcą rezerwowym.
Drugiego dnia przedsezonowych testów na torze w Barcelonie, Alonso rozbił bolid w zakręcie numer 3. Po tym incydencie został przetransportowany do szpitala w San Cugat del Vallés. Badania wskazały, że doznał on wstrząśnienia mózgu. Po odzyskaniu przytomności niektóre z gazet sugerowały, że Alonso w wyniku wypadku doznał amnezji wstecznej bowiem zaraz po przebudzeniu wspominał o roku 1995, w którym to ścigał się jako kierowca kartingowy. Sam Alonso zdementował te doniesienia, przy okazji Grand Prix w Malezji mówiąc iż była to tylko plotka, i nic takiego nie miało miejsca. Powiedział też, że nie wie co spowodowało jego wypadek na torze. Jego podejrzenia głównie padały na uszkodzenie kolumny kierowniczej. Po tych wydarzeniach kierowca McLarena nie wziął udziału w Grand Prix Australii, aby zminimalizować ryzyko zjawiska zespołu drugiego uderzenia. Zastąpił go Kevin Magnussen.

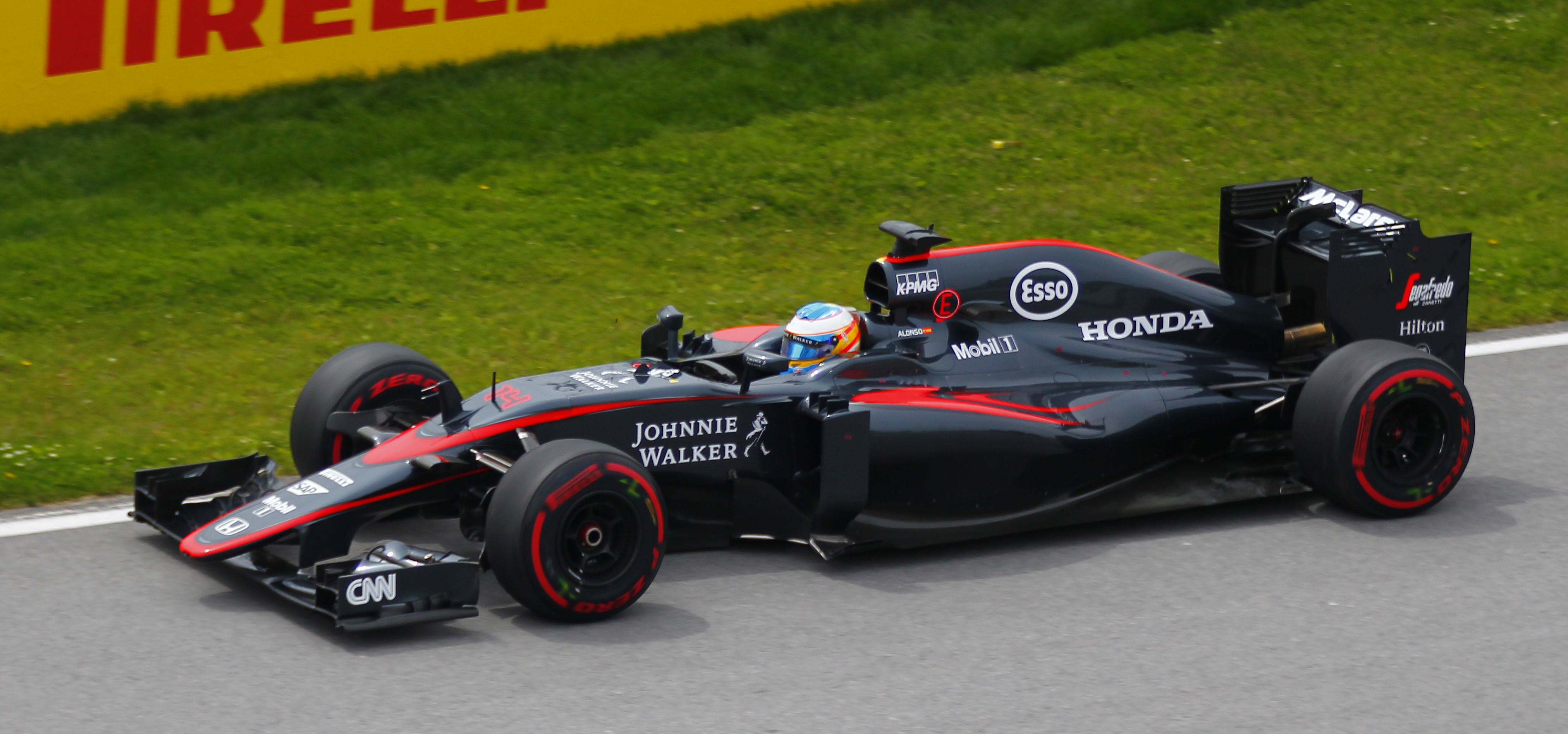
Fernando Alonso podczas Grand Prix Kanady 2015

Do rywalizacji na torze w sezonie 2015 powrócił w Malezji. Przeszedł on testy medyczne i dostał zielone światło aby wystartować w weekendzie wyścigowym. McLaren nie był jednak wystarczająco konkurencyjny aby walczyć o podium. Główną przyczyną niekonkurencyjnego samochodu była słaba konstrukcja silnika powracającej po kilku latach, do Formuły 1 Hondy. Pomimo tego Alonso, jednoznacznie stwierdził, że jest on szczęśliwy w McLarenie i nie żałuje on przenosin z Ferrari, gdyż nie interesowały go już tylko podia, lecz walka o wyższe cele, której zespół z Maranello nie był w stanie zagwarantować. Do groźnego incydentu doszło podczas Grad Prix Austrii, gdzie zderzył się ze swoim byłym kolegą Kimmim Raikkonenem. Stracił on docisk, uniósł się nieznacznie w powietrze, a następnie uderzył w bok bolidu Ferrari. Podczas Grand Prix Wielkiej Brytanii Alonso zdobył swój pierwszy punkt w tym sezonie. Z kolei Grand Prix Węgier 2015 zakończył na wysokim piątym miejscu, i był to jego najlepszy wynik dla McLarena od roku 2007. Był to również pierwszy raz, kiedy obaj kierowcy zakończyli wyścig w punktach, ponieważ Jenson Button przekroczył linię mety jako dziewiąty zawodnik. To były jego ostatnie punkty, gdyż w dalszej części sezonu nie udało mu się zdobyć żadnych dodatkowych punktów.

#### 2016
Sezon 2016 dla McLarena był zdecydowanie bardziej udany niż poprzedni, lecz już podczas pierwszego wyścigu w Australii sam Alonso poważnie rozbił swój bolid podczas kolizji z Estebanem Gutiérrezem. W zakręcie numer 3 doszło do kontaktu. Spowodował go samochód Alonso, który później uderzył w betonową barierę z prędkością 270 km/h. Fernando po tym wypadku miał zapadnięte płuco i złamane żebro. W związku z tym został zastąpiony przez Stoffela Vandoorne’a podczas rundy Grand Prix Bahrajnu. Po powrocie do ścigania w rywalizacji o Grand Prix Chin swój wyścig ukończył na 12 pozycji, miejsce przed kolegą Jensonem Buttonem. Na starcie Grand Prix Rosji Alonso zdobył swoje pierwsze punkty w tym sezonie, kończąc wyścig na 6. miejscu. To był jego drugi tak wysoki wynik dla McLarena od czasów odejścia z zespołu Ferrari. Podtrzymując wysoką formę dwa wyścigi później swoje Grand Prix Monako, ukończył na piątym miejscu. Po wakacyjnej przerwie Grand Prix Belgii Alonso oraz jego były kolega Lewis Hamilton, otrzymali karę przesunięcia o 50 miejsc na starcie, za zmianę większej ilości części silnika niż jest to dozwolone. Tym sposobem do startu ruszyli z końca stawki. Jednak Alonso i Hamilton pojechali dobry wyścig, korzystając z czerwonej flagi, która została wywołana przez Kevina Magnussena. Obaj zajęli odpowiednio 7 i 3. miejsce. W Grand Prix Malezji Alonso otrzymał karę 45 miejsc i ruszył z końca stawki, ale skończył siódmy podobnie jak w Belgii.

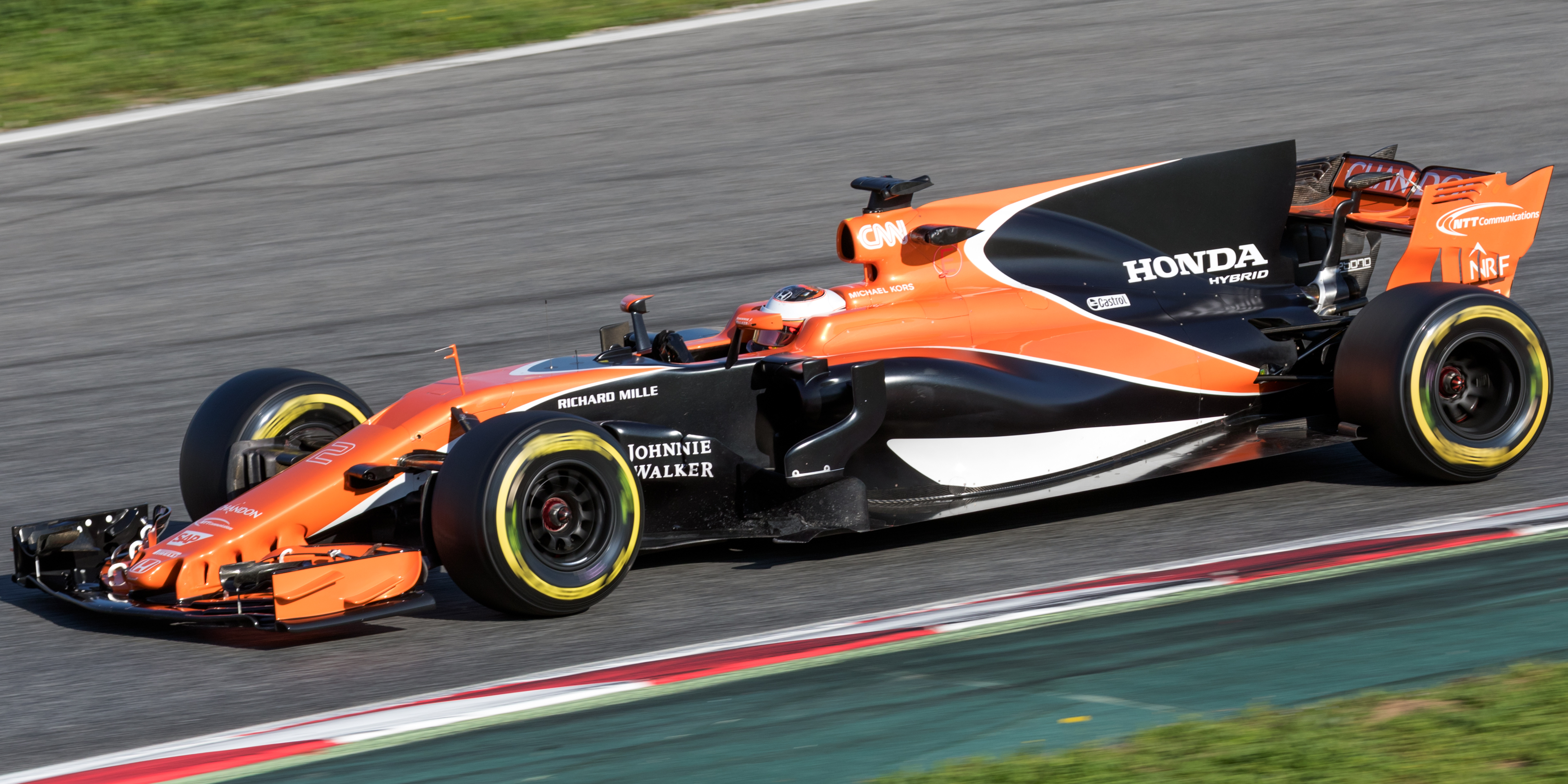
Bolid zespołu McLaren na sezon 2017

#### 2017
Do sezonu 2017 Fernando Alonso oraz jego zespół wraz z Hondą przystępowali z wielkimi aspiracjami. W związku z nowymi regulacjami technicznymi zespoły przebudowały swoje samochody a sama Honda dostarczyła zupełnie nowy silnik. Podczas pierwszych przedsezonowych testów w Barcelonie Fernando oraz jego nowy partner zespołowy Stoffel Vandoorne zmagali się z problemami źle zaprojektowanego zbiornika oleju. Podczas dużych przeciążeń występowało za słabe ciśnienie oleju.

### 2021–2022: Alpine F1 Team

#### 2021
Alonso startuje w Alpine F1 Team w sezonie 2021 i 2022, po tym, jak Renault zmienił nazwę zespołu na Alpine od 2021. Przygotowując się do powrotu do Formuły 1 wykonał czterodniowe testy w Renault R.S.18 oraz był najszybszy w posezonowych testach młodych kierowców jeżdżąc w Renault R.S.20 dla Renault.

### 2023: Aston Martin

#### 2023
1 stycznia 2023 roku, Aston Martin F1 Team zaprezentował Fernando Alonso jako kierowcę zespołu na rok 2023, zastępując nim Sebastiana Vettela, który 28 lipca 2022 roku ogłosił odejście z zespołu i Formuły 1. Transfer został ogłoszony 1.08.2022 roku, po informacji o przejściu niemieckiego kierowcy na sportową emeryturę.
Podczas Grand Prix Bahrainu Fernando zajął 5. miejsce w kwalifikacjach za Carlosem Sainzem, i przed George’em Russellem, a wyścig skończył na 3. miejscu podium wyprzedzając w późniejszej części wyścigu m.in. Lewisa Hamiltona i Carlosa Sainza.

### World Endurance Championship
W sezonie 2018/2019 Fernando Alonso dołączył do zespołu Toyota Gazoo Racing, startującego w mistrzostwach wyścigów długodystansowych. Hiszpan zasiadł za kierownicą bolidu Toyota TS050 Hybrid, reprezentując zespół japońskiej marki we wszystkich rundach, które nie kolidują z kalendarzem F1. Razem z Sébastienem Buemim i Kazukim Nakajimą poprowadził bolid #8 do zwycięstwa w legendarnym wyścigu 24h Le Mans, zapewniając Toyocie pierwsze w historii zwycięstwo w tej prestiżowej rywalizacji.

## Wyniki

### Formuła 1
| Rok  | Zespół                                         | Samochód            | Silnik                      | Wyniki w poszczególnych eliminacjach | Wyniki w poszczególnych eliminacjach | Wyniki w poszczególnych eliminacjach | Wyniki w poszczególnych eliminacjach | Wyniki w poszczególnych eliminacjach | Wyniki w poszczególnych eliminacjach | Wyniki w poszczególnych eliminacjach | Wyniki w poszczególnych eliminacjach | Wyniki w poszczególnych eliminacjach | Wyniki w poszczególnych eliminacjach | Wyniki w poszczególnych eliminacjach | Wyniki w poszczególnych eliminacjach | Wyniki w poszczególnych eliminacjach | Wyniki w poszczególnych eliminacjach | Wyniki w poszczególnych eliminacjach | Wyniki w poszczególnych eliminacjach | Wyniki w poszczególnych eliminacjach | Wyniki w poszczególnych eliminacjach | Wyniki w poszczególnych eliminacjach | Wyniki w poszczególnych eliminacjach | Wyniki w poszczególnych eliminacjach | Wyniki w poszczególnych eliminacjach | Wyniki w poszczególnych eliminacjach | Wyniki w poszczególnych eliminacjach | Punkty | Pozycja |
| ---- | ---------------------------------------------- | ------------------- | --------------------------- | ------------------------------------ | ------------------------------------ | ------------------------------------ | ------------------------------------ | ------------------------------------ | ------------------------------------ | ------------------------------------ | ------------------------------------ | ------------------------------------ | ------------------------------------ | ------------------------------------ | ------------------------------------ | ------------------------------------ | ------------------------------------ | ------------------------------------ | ------------------------------------ | ------------------------------------ | ------------------------------------ | ------------------------------------ | ------------------------------------ | ------------------------------------ | ------------------------------------ | ------------------------------------ | ------------------------------------ | ------ | ------- |
| 2001 | European Minardi F1 Team                       | Minardi PS01        | European (Cosworth) 3.0 V10 | Australia                            | Malezja                              | Brazylia                             | San Marino                           | Hiszpania                            | Austria                              | Monako                               | Kanada                               | Unia Europejska                      | Francja                              | Wielka Brytania                      | Niemcy                               | Węgry                                | Belgia                               | Włochy                               | Stany Zjednoczone                    | Japonia                              |                                      |                                      |                                      |                                      |                                      |                                      |                                      | 0      | 23      |
| 2001 | European Minardi F1 Team                       | Minardi PS01        | European (Cosworth) 3.0 V10 | 12                                   | 13                                   | NU                                   | NU                                   | 13                                   | NU                                   | NU                                   | NU                                   | 14                                   | 17†                                  | 16                                   | 10                                   | NU                                   | NW                                   | 13                                   | NU                                   | 11                                   |                                      |                                      |                                      |                                      |                                      |                                      |                                      | 0      | 23      |
| 2003 | Mild Seven Renault F1 Team                     | Renault R23         | Renault RS23 3.0 V10        | Australia                            | Malezja                              | Brazylia                             | San Marino                           | Hiszpania                            | Austria                              | Monako                               | Kanada                               | Unia Europejska                      | Francja                              | Wielka Brytania                      | Niemcy                               | Węgry                                | Włochy                               | Stany Zjednoczone                    | Japonia                              |                                      |                                      |                                      |                                      |                                      |                                      |                                      |                                      | 55     | 6       |
| 2003 | Mild Seven Renault F1 Team                     | Renault R23         | Renault RS23 3.0 V10        | 7                                    | 3                                    | 3                                    | 6                                    | 2                                    | NU                                   | 5                                    | 4                                    | 4                                    | NU                                   | –                                    | –                                    | –                                    | –                                    | –                                    | –                                    |                                      |                                      |                                      |                                      |                                      |                                      |                                      |                                      | 55     | 6       |
| 2003 | Mild Seven Renault F1 Team                     | Renault R23B        | Renault RS23 3.0 V10        | –                                    | –                                    | –                                    | –                                    | –                                    | –                                    | –                                    | –                                    | –                                    | –                                    | NU                                   | 4                                    | 1                                    | 8                                    | NU                                   | NU                                   |                                      |                                      |                                      |                                      |                                      |                                      |                                      |                                      | 55     | 6       |
| 2004 | Mild Seven Renault F1 Team                     | Renault R24         | Renault RS24 3.0 V10        | Australia                            | Malezja                              | Bahrajn                              | San Marino                           | Hiszpania                            | Monako                               | Unia Europejska                      | Kanada                               | Stany Zjednoczone                    | Francja                              | Wielka Brytania                      | Niemcy                               | Węgry                                | Belgia                               | Włochy                               |                                      | Japonia                              | Brazylia                             |                                      |                                      |                                      |                                      |                                      |                                      | 59     | 4       |
| 2004 | Mild Seven Renault F1 Team                     | Renault R24         | Renault RS24 3.0 V10        | 3                                    | 7                                    | 6                                    | 4                                    | 4                                    | NU                                   | 5                                    | NU                                   | NU                                   | 2                                    | 10                                   | 3                                    | 3                                    | NU                                   | NU                                   | 4                                    | 5                                    | 4                                    |                                      |                                      |                                      |                                      |                                      |                                      | 59     | 4       |
| 2005 | Mild Seven Renault F1 Team                     | Renault R25         | Renault RS25 3.0 V10        | Australia                            | Malezja                              | Bahrajn                              | San Marino                           | Hiszpania                            | Monako                               | Unia Europejska                      | Kanada                               | Stany Zjednoczone                    | Francja                              | Wielka Brytania                      | Niemcy                               | Węgry                                | Turcja                               | Włochy                               | Belgia                               | Brazylia                             | Japonia                              |                                      |                                      |                                      |                                      |                                      |                                      | 133    | 1       |
| 2005 | Mild Seven Renault F1 Team                     | Renault R25         | Renault RS25 3.0 V10        | 3                                    | 1                                    | 1                                    | 1                                    | 2                                    | 4                                    | 1                                    | NU                                   | NW                                   | 1                                    | 2                                    | 1                                    | 11                                   | 2                                    | 2                                    | 2                                    | 3                                    | 3                                    | 1                                    |                                      |                                      |                                      |                                      |                                      | 133    | 1       |
| 2006 | Mild Seven Renault F1 Team                     | Renault R26         | Renault RS26 2.4 V8         | Bahrajn                              | Malezja                              | Australia                            | San Marino                           | Unia Europejska                      | Hiszpania                            | Monako                               | Wielka Brytania                      | Kanada                               | Stany Zjednoczone                    | Francja                              | Niemcy                               | Węgry                                | Turcja                               | Włochy                               |                                      | Japonia                              | Brazylia                             |                                      |                                      |                                      |                                      |                                      |                                      | 134    | 1       |
| 2006 | Mild Seven Renault F1 Team                     | Renault R26         | Renault RS26 2.4 V8         | 1                                    | 2                                    | 1                                    | 2                                    | 2                                    | 1                                    | 1                                    | 1                                    | 1                                    | 5                                    | 2                                    | 5                                    | NU                                   | 2                                    | NU                                   | 2                                    | 1                                    | 2                                    |                                      |                                      |                                      |                                      |                                      |                                      | 134    | 1       |
| 2007 | Vodafone McLaren Mercedes                      | McLaren MP4-22      | Mercedes FO 108T 2.4 V8     | Australia                            | Malezja                              | Bahrajn                              | Hiszpania                            | Monako                               | Kanada                               | Stany Zjednoczone                    | Francja                              | Wielka Brytania                      | Unia Europejska                      | Węgry                                | Turcja                               | Włochy                               | Belgia                               | Japonia                              |                                      | Brazylia                             |                                      |                                      |                                      |                                      |                                      |                                      |                                      | 109    | 3       |
| 2007 | Vodafone McLaren Mercedes                      | McLaren MP4-22      | Mercedes FO 108T 2.4 V8     | 2                                    | 1                                    | 5                                    | 3                                    | 1                                    | 7                                    | 2                                    | 7                                    | 2                                    | 1                                    | 4                                    | 3                                    | 1                                    | 3                                    | NU                                   | 2                                    | 3                                    |                                      |                                      |                                      |                                      |                                      |                                      |                                      | 109    | 3       |
| 2008 | ING Renault F1 Team                            | Renault R28         | Renault RS27 2.4 V8         | Australia                            | Malezja                              | Bahrajn                              | Hiszpania                            | Turcja                               | Monako                               | Kanada                               | Francja                              | Wielka Brytania                      | Niemcy                               | Węgry                                | Unia Europejska                      | Belgia                               | Włochy                               | Singapur                             | Japonia                              |                                      | Brazylia                             |                                      |                                      |                                      |                                      |                                      |                                      | 61     | 5       |
| 2008 | ING Renault F1 Team                            | Renault R28         | Renault RS27 2.4 V8         | 4                                    | 8                                    | 10                                   | NU                                   | 6                                    | 10                                   | NU                                   | 8                                    | 6                                    | 11                                   | 4                                    | NU                                   | 4                                    | 4                                    | 1                                    | 1                                    | 4                                    | 2                                    |                                      |                                      |                                      |                                      |                                      |                                      | 61     | 5       |
| 2009 | ING Renault F1 Team Renault F1 Team            | Renault R29         | Renault RS27 2.4 V8         | Australia                            | Malezja                              |                                      | Bahrajn                              | Hiszpania                            | Monako                               | Turcja                               | Wielka Brytania                      | Niemcy                               | Węgry                                | Unia Europejska                      | Belgia                               | Włochy                               | Singapur                             | Japonia                              | Brazylia                             |                                      |                                      |                                      |                                      |                                      |                                      |                                      |                                      | 26     | 9       |
| 2009 | ING Renault F1 Team Renault F1 Team            | Renault R29         | Renault RS27 2.4 V8         | 5                                    | 11                                   | 9                                    | 8                                    | 5                                    | 7                                    | 10                                   | 14                                   | 7                                    | NU                                   | 6                                    | NU                                   | 5                                    | 3                                    | 10                                   | NU                                   | 14                                   |                                      |                                      |                                      |                                      |                                      |                                      |                                      | 26     | 9       |
| 2010 | Scuderia Ferrari Marlboro                      | Ferrari F10         | Ferrari 056 2.4 V8          | Bahrajn                              | Australia                            | Malezja                              |                                      | Hiszpania                            | Monako                               | Turcja                               | Kanada                               | Unia Europejska                      | Wielka Brytania                      | Niemcy                               | Węgry                                | Belgia                               | Włochy                               | Singapur                             | Japonia                              | Korea Południowa                     | Brazylia                             |                                      |                                      |                                      |                                      |                                      |                                      | 252    | 2       |
| 2010 | Scuderia Ferrari Marlboro                      | Ferrari F10         | Ferrari 056 2.4 V8          | 1                                    | 4                                    | 13†                                  | 4                                    | 2                                    | 6                                    | 8                                    | 3                                    | 8                                    | 14                                   | 1                                    | 2                                    | NU                                   | 1                                    | 1                                    | 3                                    | 1                                    | 3                                    | 7                                    |                                      |                                      |                                      |                                      |                                      | 252    | 2       |
| 2011 | Scuderia Ferrari Marlboro Scuderia Ferrari     | Ferrari 150° Italia | Ferrari 056 2.4 V8          | Australia                            | Malezja                              |                                      | Turcja                               | Hiszpania                            | Monako                               | Kanada                               | Unia Europejska                      | Wielka Brytania                      | Niemcy                               | Węgry                                | Belgia                               | Włochy                               | Singapur                             | Japonia                              | Korea Południowa                     | Indie                                |                                      | Brazylia                             |                                      |                                      |                                      |                                      |                                      | 257    | 4       |
| 2011 | Scuderia Ferrari Marlboro Scuderia Ferrari     | Ferrari 150° Italia | Ferrari 056 2.4 V8          | 4                                    | 6                                    | 7                                    | 3                                    | 5                                    | 2                                    | NU                                   | 2                                    | 1                                    | 2                                    | 3                                    | 4                                    | 3                                    | 4                                    | 2                                    | 5                                    | 3                                    | 2                                    | 4                                    |                                      |                                      |                                      |                                      |                                      | 257    | 4       |
| 2012 | Scuderia Ferrari                               | Ferrari F2012       | Ferrari 056 2.4 V8          | Australia                            | Malezja                              |                                      | Bahrajn                              | Hiszpania                            | Monako                               | Kanada                               | Unia Europejska                      | Wielka Brytania                      | Niemcy                               | Węgry                                | Belgia                               | Włochy                               | Singapur                             | Japonia                              | Korea Południowa                     | Indie                                |                                      | Stany Zjednoczone                    | Brazylia                             |                                      |                                      |                                      |                                      | 278    | 2       |
| 2012 | Scuderia Ferrari                               | Ferrari F2012       | Ferrari 056 2.4 V8          | 5                                    | 1                                    | 9                                    | 7                                    | 2                                    | 3                                    | 5                                    | 1                                    | 2                                    | 1                                    | 5                                    | NU                                   | 3                                    | 3                                    | NU                                   | 3                                    | 2                                    | 2                                    | 3                                    | 2                                    |                                      |                                      |                                      |                                      | 278    | 2       |
| 2013 | Scuderia Ferrari                               | Ferrari F138        | Ferrari 056 2.4 V8          | Australia                            | Malezja                              |                                      | Bahrajn                              | Hiszpania                            | Monako                               | Kanada                               | Wielka Brytania                      | Niemcy                               | Węgry                                | Belgia                               | Włochy                               | Singapur                             | Korea Południowa                     | Japonia                              | Indie                                |                                      | Stany Zjednoczone                    | Brazylia                             |                                      |                                      |                                      |                                      |                                      | 242    | 2       |
| 2013 | Scuderia Ferrari                               | Ferrari F138        | Ferrari 056 2.4 V8          | 2                                    | NU                                   | 1                                    | 8                                    | 1                                    | 7                                    | 2                                    | 3                                    | 4                                    | 5                                    | 2                                    | 2                                    | 2                                    | 6                                    | 4                                    | 11                                   | 5                                    | 5                                    | 3                                    |                                      |                                      |                                      |                                      |                                      | 242    | 2       |
| 2014 | Scuderia Ferrari                               | Ferrari F14 T       | Ferrari 059/3 1.6 V6 t      | Australia                            | Malezja                              | Bahrajn                              |                                      | Hiszpania                            | Monako                               | Kanada                               | Austria                              | Wielka Brytania                      | Niemcy                               | Węgry                                | Belgia                               | Włochy                               | Singapur                             | Japonia                              | Rosja                                | Stany Zjednoczone                    | Brazylia                             |                                      |                                      |                                      |                                      |                                      |                                      | 161    | 6       |
| 2014 | Scuderia Ferrari                               | Ferrari F14 T       | Ferrari 059/3 1.6 V6 t      | 4                                    | 4                                    | 9                                    | 3                                    | 6                                    | 4                                    | 6                                    | 5                                    | 6                                    | 5                                    | 2                                    | 7                                    | NU                                   | 4                                    | NU                                   | 6                                    | 6                                    | 6                                    | 9                                    |                                      |                                      |                                      |                                      |                                      | 161    | 6       |
| 2015 | McLaren Honda                                  | McLaren MP4-30      | Honda RA615H 1.6 V6 t       | Australia                            | Malezja                              |                                      | Bahrajn                              | Hiszpania                            | Monako                               | Kanada                               | Austria                              | Wielka Brytania                      | Węgry                                | Belgia                               | Włochy                               | Singapur                             | Japonia                              | Rosja                                | Stany Zjednoczone                    | Meksyk                               | Brazylia                             |                                      |                                      |                                      |                                      |                                      |                                      | 11     | 17      |
| 2015 | McLaren Honda                                  | McLaren MP4-30      | Honda RA615H 1.6 V6 t       | –                                    | NU                                   | 12                                   | 11                                   | NU                                   | NU                                   | NU                                   | NU                                   | 10                                   | 5                                    | 13                                   | 18†                                  | NU                                   | 11                                   | 11                                   | 11                                   | NU                                   | 15                                   | 17                                   |                                      |                                      |                                      |                                      |                                      | 11     | 17      |
| 2016 | McLaren Honda                                  | McLaren MP4-31      | Honda RA616H 1.6 V6 t       | Australia                            | Bahrajn                              |                                      | Rosja                                | Hiszpania                            | Monako                               | Kanada                               | Unia Europejska                      | Austria                              | Wielka Brytania                      | Węgry                                | Niemcy                               | Belgia                               | Włochy                               | Singapur                             | Malezja                              | Japonia                              | Stany Zjednoczone                    | Meksyk                               | Brazylia                             |                                      |                                      |                                      |                                      | 54     | 10      |
| 2016 | McLaren Honda                                  | McLaren MP4-31      | Honda RA616H 1.6 V6 t       | NU                                   | –                                    | 12                                   | 6                                    | NU                                   | 5                                    | 11                                   | NU                                   | 18†                                  | 13                                   | 7                                    | 12                                   | 7                                    | 14                                   | 7                                    | 7                                    | 16                                   | 5                                    | 13                                   | 10                                   | 10                                   |                                      |                                      |                                      | 54     | 10      |
| 2017 | McLaren Honda                                  | McLaren MCL32       | Honda RA617H 1.6 V6 t       | Australia                            |                                      | Bahrajn                              | Rosja                                | Hiszpania                            | Monako                               | Kanada                               | Azerbejdżan                          | Austria                              | Wielka Brytania                      | Węgry                                | Belgia                               | Włochy                               | Singapur                             | Malezja                              | Japonia                              | Stany Zjednoczone                    | Meksyk                               | Brazylia                             |                                      |                                      |                                      |                                      |                                      | 17     | 15      |
| 2017 | McLaren Honda                                  | McLaren MCL32       | Honda RA617H 1.6 V6 t       | NU                                   | NU                                   | 14†                                  | NW                                   | 12                                   | –                                    | 16†                                  | 9                                    | NU                                   | NU                                   | 6                                    | NU                                   | 17†                                  | NU                                   | 11                                   | 11                                   | NU                                   | 10                                   | 8                                    | 9                                    |                                      |                                      |                                      |                                      | 17     | 15      |
| 2018 | McLaren F1 Team                                | McLaren MCL33       | Renault R.E.18 1.6 V6 t     | Australia                            | Bahrajn                              |                                      | Azerbejdżan                          | Hiszpania                            | Monako                               | Kanada                               | Francja                              | Austria                              | Wielka Brytania                      | Niemcy                               | Węgry                                | Belgia                               | Włochy                               | Singapur                             | Rosja                                | Japonia                              | Stany Zjednoczone                    | Meksyk                               | Brazylia                             |                                      |                                      |                                      |                                      | 50     | 11      |
| 2018 | McLaren F1 Team                                | McLaren MCL33       | Renault R.E.18 1.6 V6 t     | 5                                    | 7                                    | 7                                    | 7                                    | 8                                    | NU                                   | NU                                   | 16†                                  | 8                                    | 8                                    | 16†                                  | 8                                    | NU                                   | NU                                   | 7                                    | 14                                   | 14                                   | NU                                   | NU                                   | 17                                   | 11                                   |                                      |                                      |                                      | 50     | 11      |
| 2021 | Alpine F1 Team                                 | Alpine A521         | Renault E-Tech 20B 1.6 V6 t | Bahrajn                              | Emilia-Romania                       | Portugalia                           | Hiszpania                            | Monako                               | Azerbejdżan                          | Francja                              |                                      | Austria                              | Wielka Brytania                      | Węgry                                | Belgia                               | Holandia                             | Włochy                               | Rosja                                | Turcja                               | Stany Zjednoczone                    | Meksyk                               |                                      | Katar                                | Arabia Saudyjska                     |                                      |                                      |                                      | 81     | 10      |
| 2021 | Alpine F1 Team                                 | Alpine A521         | Renault E-Tech 20B 1.6 V6 t | NU                                   | 10                                   | 8                                    | 17                                   | 13                                   | 6                                    | 8                                    | 9                                    | 10                                   | 7                                    | 4                                    | 11                                   | 6                                    | 8                                    | 6                                    | 16                                   | NU                                   | 9                                    | 9                                    | 3                                    | 13                                   | 8                                    |                                      |                                      | 81     | 10      |
| 2022 | BWT Alpine F1 Team                             | Alpine A522         | Renault E-Tech RE22 1.6 V6  | Bahrajn                              | Arabia Saudyjska                     | Australia                            | Emilia-Romania                       | Stany Zjednoczone                    | Hiszpania                            | Monako                               | Azerbejdżan                          | Kanada                               | Wielka Brytania                      | Austria                              | Francja                              | Węgry                                | Belgia                               | Holandia                             | Włochy                               | Singapur                             | Japonia                              | Stany Zjednoczone                    | Meksyk                               |                                      |                                      |                                      |                                      | 81     | 9       |
| 2022 | BWT Alpine F1 Team                             | Alpine A522         | Renault E-Tech RE22 1.6 V6  | 9                                    | NU                                   | 17                                   | NU                                   | 11                                   | 9                                    | 7                                    | 7                                    | 9                                    | 5                                    | 10                                   | 6                                    | 8                                    | 5                                    | 6                                    | NU                                   | NU                                   | 7                                    | 7                                    | 19†                                  | 5                                    | NU                                   |                                      |                                      | 81     | 9       |
| 2023 | Aston Martin Aramco Cognizant Formula One Team | Aston Martin AMR23  | Mercedes-AMG F1 M14 1,6T    | Bahrajn                              | Arabia Saudyjska                     | Australia                            | Azerbejdżan                          | Stany Zjednoczone                    | Monako                               | Hiszpania                            | Kanada                               | Austria                              | Wielka Brytania                      | Węgry                                | Belgia                               | Holandia                             | Włochy                               | Singapur                             | Japonia                              | Katar                                | Stany Zjednoczone                    | Meksyk                               |                                      | Stany Zjednoczone                    |                                      |                                      |                                      | 206    | 4       |
| 2023 | Aston Martin Aramco Cognizant Formula One Team | Aston Martin AMR23  | Mercedes-AMG F1 M14 1,6T    | 3                                    | 3                                    | 3                                    | 46                                   | 3                                    | 2                                    | 7                                    | 2                                    | 5                                    | 7                                    | 9                                    | 5                                    | 2                                    | 9                                    | 15                                   | 8                                    | 68                                   | NU                                   | NU                                   | 3                                    | 9                                    | 7                                    |                                      |                                      | 206    | 4       |
| 2024 | Aston Martin Aramco Formula One Team           | Aston Martin AMR24  | Mercedes-AMG F1 M15 1,6T    | Bahrajn                              | Arabia Saudyjska                     | Australia                            | Japonia                              |                                      | Stany Zjednoczone                    | Włochy                               | Monako                               | Kanada                               | Hiszpania                            | Austria                              | Wielka Brytania                      | Węgry                                | Belgia                               | Holandia                             | Włochy                               | Azerbejdżan                          | Singapur                             | Stany Zjednoczone                    | Meksyk                               | Brazylia                             | Stany Zjednoczone                    | Katar                                | Zjednoczone Emiraty Arabskie         | 70     | 9       |
| 2024 | Aston Martin Aramco Formula One Team           | Aston Martin AMR24  | Mercedes-AMG F1 M15 1,6T    | 9                                    | 5                                    | 8                                    | 6                                    | 7                                    | 9                                    | 19                                   | 11                                   | 6                                    | 12                                   | 18                                   | 8                                    | 11                                   | 8                                    | 10                                   | 11                                   | 6                                    | 8                                    | 13                                   | NU                                   | 14                                   | 11                                   | 7                                    | 9                                    | 70     | 9       |
| 2025 | Aston Martin Aramco Formula One Team           | Aston Martin AMR25  | Mercedes-AMG F1 M16 1,6T    | Australia                            |                                      | Japonia                              | Bahrajn                              | Arabia Saudyjska                     | Stany Zjednoczone                    | Emilia-Romania                       | Monako                               | Hiszpania                            | Kanada                               | Austria                              | Wielka Brytania                      | Belgia                               | Węgry                                | Holandia                             | Włochy                               | Azerbejdżan                          | Singapur                             | Stany Zjednoczone                    | Meksyk                               |                                      | Stany Zjednoczone                    | Katar                                |                                      | 16*    | 15*     |
| 2025 | Aston Martin Aramco Formula One Team           | Aston Martin AMR25  | Mercedes-AMG F1 M16 1,6T    | NU                                   | NU10                                 | 11                                   | 15                                   | 11                                   | 15                                   | 11                                   | NU                                   | 9                                    | 7                                    | 7                                    | 9                                    | 1714                                 |                                      |                                      |                                      |                                      |                                      |                                      |                                      |                                      |                                      |                                      |                                      | 16*    | 15*     |

### FIA World Endurance Championship
| Sezon     | Zespół              | Klasa | Samochód            | Silnik                         | Wyniki w poszczególnych rundach | Wyniki w poszczególnych rundach | Wyniki w poszczególnych rundach | Wyniki w poszczególnych rundach | Wyniki w poszczególnych rundach | Wyniki w poszczególnych rundach | Wyniki w poszczególnych rundach | Wyniki w poszczególnych rundach | Punkty | Pozycja | Źródło |
| --------- | ------------------- | ----- | ------------------- | ------------------------------ | ------------------------------- | ------------------------------- | ------------------------------- | ------------------------------- | ------------------------------- | ------------------------------- | ------------------------------- | ------------------------------- | ------ | ------- | ------ |
| 2018/2019 | Toyota Gazoo Racing | LMP1  | Toyota TS050 Hybrid | Toyota 2.4 L Turbo V6 (Hybrid) | SPA                             | LMS                             | SIL                             | FUJ                             | SHA                             | SEB                             | SPA                             | LMS                             | 198    | 1       | [ 24 ] |
| 2018/2019 | Toyota Gazoo Racing | LMP1  | Toyota TS050 Hybrid | Toyota 2.4 L Turbo V6 (Hybrid) | 1                               | 1                               | DSQ                             | 2                               | 2                               | 1                               | 1                               | 1                               | 198    | 1       | [ 24 ] |

### 24 Hours of Le Mans
| Sezon | Zespół              | Klasa | Pozostali kierowcy              | Samochód            | Okrążenia | Poz. | Poz. kl. | Źródło |
| ----- | ------------------- | ----- | ------------------------------- | ------------------- | --------- | ---- | -------- | ------ |
| 2018  | Toyota Gazoo Racing | LMP1  | Sébastien Buemi Kazuki Nakajima | Toyota TS050 Hybrid | 388       | 1    | 1        | [ 25 ] |
| 2019  | Toyota Gazoo Racing | LMP1  | Sébastien Buemi Kazuki Nakajima | Toyota TS050 Hybrid | 385       | 1    | 1        | [ 26 ] |

### IMSA SportsCar Championship
| Sezon | Zespół                           | Klasa     | Samochód         | Silnik                | Wyniki w poszczególnych rundach | Wyniki w poszczególnych rundach | Wyniki w poszczególnych rundach | Wyniki w poszczególnych rundach | Wyniki w poszczególnych rundach | Wyniki w poszczególnych rundach | Wyniki w poszczególnych rundach | Wyniki w poszczególnych rundach | Wyniki w poszczególnych rundach | Wyniki w poszczególnych rundach | Punkty | Pozycja | Źródło |
| ----- | -------------------------------- | --------- | ---------------- | --------------------- | ------------------------------- | ------------------------------- | ------------------------------- | ------------------------------- | ------------------------------- | ------------------------------- | ------------------------------- | ------------------------------- | ------------------------------- | ------------------------------- | ------ | ------- | ------ |
| 2018  | United Autosports                | Prototype | Ligier JS P217   | Gibson GK428 4.2 L V8 | DAY                             | SEB                             | LBH                             | MOH                             | DET                             | WGL                             | MOS                             | ELK                             | LGA                             | PET                             | 18     | 58      | [ 27 ] |
| 2018  | United Autosports                | Prototype | Ligier JS P217   | Gibson GK428 4.2 L V8 | 13                              | –                               | –                               | –                               | –                               | –                               | –                               | –                               | –                               | –                               | 18     | 58      | [ 27 ] |
| 2019  | Konica Minolta Cadillac DPi-V.R. | DPi       | Cadillac DPi-V.R | Cadillac 5.5 L V8     | DAY                             | SEB                             | LBH                             | MOH                             | DET                             | WGL                             | MOS                             | ELK                             | LGA                             | PET                             | 35     | 27      | [ 28 ] |
| 2019  | Konica Minolta Cadillac DPi-V.R. | DPi       | Cadillac DPi-V.R | Cadillac 5.5 L V8     | 1                               | –                               | –                               | –                               | –                               | –                               | –                               | –                               | –                               | –                               | 35     | 27      | [ 28 ] |

### 24 Hours of Daytona
| Sezon | Zespół                           | Klasa     | Pozostali kierowcy                                 | Samochód         | Okrążenia | Poz. | Poz. kl. | Źródło |
| ----- | -------------------------------- | --------- | -------------------------------------------------- | ---------------- | --------- | ---- | -------- | ------ |
| 2018  | United Autosports                | Prototype | Philip Hanson Lando Norris                         | Ligier JS P217   | 718       | 38   | 13       | [ 29 ] |
| 2019  | Konica Minolta Cadillac DPi-V.R. | DPi       | Kamui Kobayashi Jordan Taylor Renger van der Zande | Cadillac DPi-V.R | 593       | 1    | 1        | [ 30 ] |

## Rekordy
| Rekord                                       | Czas            |
| -------------------------------------------- | --------------- |
| Rekord okrążenia Korea International Circuit | 1:50.257 (2010) |
| Rekord okrążenia Silverstone Circuit         | 1:34.908 (2011) |

Fernando Alonso, uwzględniając okres od debiutu do ostatniego GP, w którym kierowca wziął udział jest najdłużej startującym kierowcą w historii Formuły 1. Rekord został osiągnięty 12 czerwca 2022 podczas GP Azerbejdżanu. Oprócz tego, ustanowił rekord na największą ilość startów w Formule 1 – 401 i jako jedyny kierowca przekroczył barierę 400 startów, dokonując tego podczas Grand Prix Kataru 2024.

## Życie prywatne
Alonso był w latach 2006–2011 żonaty z Raquel del Rosario Macías, wokalistką pop, liderką hiszpańskiego zespołu El Sueño de Morfeo. Od kwietnia 2012 jest związany z rosyjską modelką Daszą Kapustiną.
Alonso oraz Raquel mieszkali razem w Oksfordzie. Przeprowadzili się do Mont-sur-Rolle w Szwajcarii ze względu na podatki. Ich wspólny dom w Lugano znajduje się 300 km od Maranello, siedziby zespołu Ferrari. W maju 2011 roku powrócili do Hiszpanii, do jego rodzinnego Oviedo, co poskutkowało zapłatą 80 mln USD zaległych podatków. Alonso zakupił również dom na wyspie Gran Canaria, jednej z archipelagu Wysp Kanaryjskich.
Alonso jest fanem gry w karty. Interesuje się również innymi dyscyplinami sportowymi, takimi jak kolarstwo, piłka nożna i tenis. Zasugerował nawet utworzenie grupy kolarskiej w 2011 roku na Tour de France, z liderem grupy Alberto Contadorem.
Oprócz ojczystego języka hiszpańskiego, Alonso zna jeszcze język angielski, francuski oraz włoski.
Fernando Alonso posiada pseudonim „Teflonso”. Nazwisko Hiszpana przekształcono, wmieszawszy w nie słowo „teflon” – nazwę tworzywa sztucznego wykorzystywaną na przykład w produkcji patelni. Brytyjczycy Teflonem określają jednak coś innego, a raczej kogoś – człowieka, na którym ciążą zarzuty, lecz nigdy niczego mu nie udowodniono. Alonso w swojej karierze kierowcy Formuły 1 dwukrotnie był w centrum wielkich afer (szpiegowskiej w 2007 roku oraz singapurskiej zwanej Crashgate w 2009 roku) i z obu wyszedł bez szwanku.
Alonso jest również nazywany „Nando” lub „Nano”. Są to hiszpańskie zdrobnienia jego imienia.
W 2015 roku zajął 17. miejsce na liście najlepiej zarabiających sportowców dwutygodnika Forbes.